# Paris–Roubaix

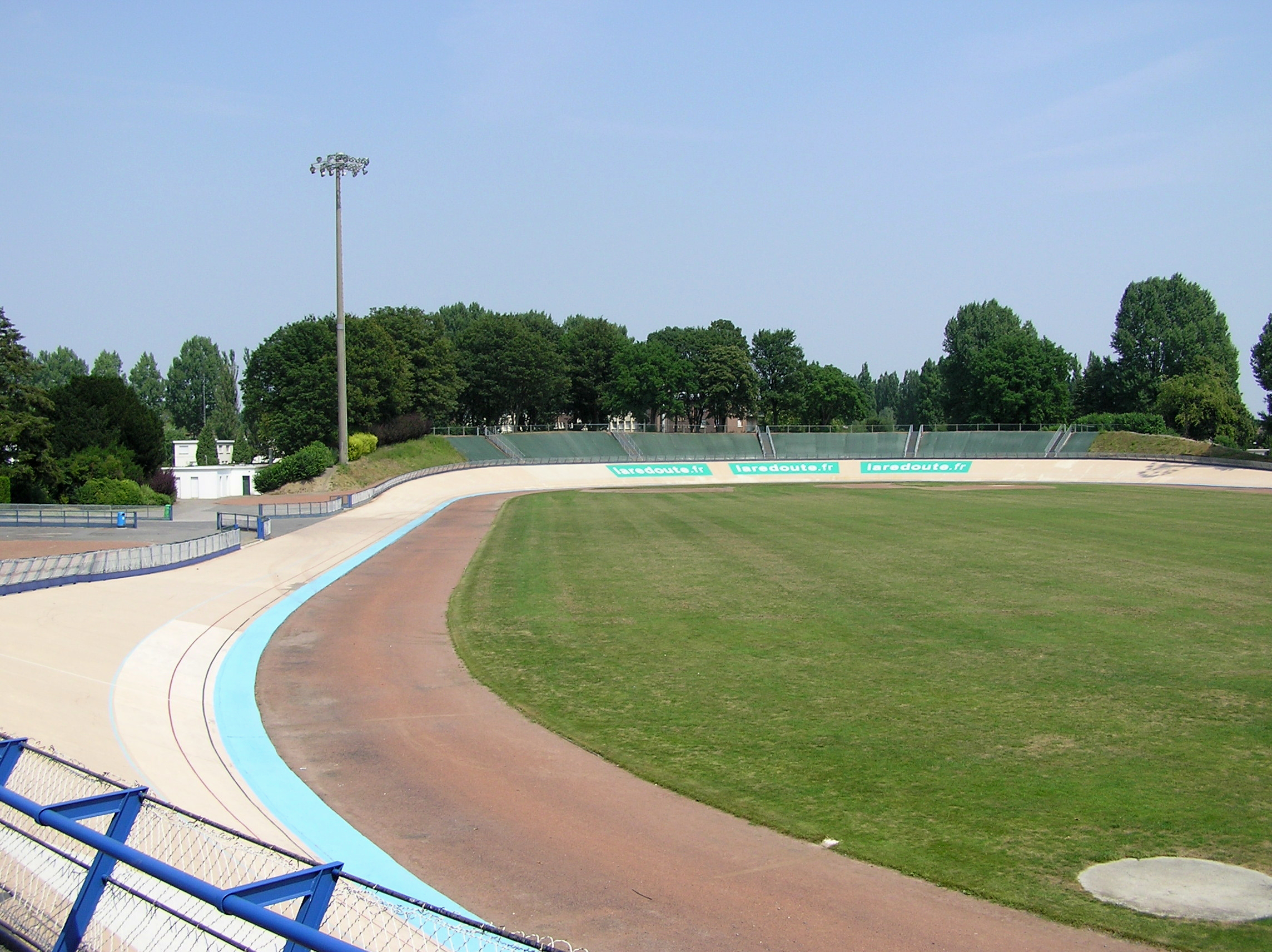
Im Vélodrome von Roubaix endet das Rennen.

Paris–Roubaix ist eines der berühmtesten klassischen Eintagesrennen im Straßenradsport und zählt zu den fünf Monumenten des Radsports. Prägend für das etwa 250 Kilometer lange Rennen sind die Abschnitte auf Kopfsteinpflaster (Pavé-Sektoren). Benannt ist das Radrennen nach seinem ursprünglichen Startort Paris und seinem Zielort Roubaix.
Das erstmals 1896 ausgetragene Rennen findet jährlich an einem Sonntag Mitte April in Nordfrankreich statt und wird als Die Königin der Klassiker (La Reine des Classiques), oder auch als Hölle des Nordens (L’Enfer du Nord) bezeichnet. Die Bezeichnung Hölle des Nordens bekam das Rennen nach dem Ersten Weltkrieg, der die Region, in welcher das Rennen stattfindet, verwüstet hatte.
Das Rennen beginnt nicht mehr in Paris, sondern seit 1977 rund 80 km nördlich davon vor dem Schloss in Compiègne. Das Ziel befindet sich im Vélodrome von Roubaix. Veranstalter des Rennens ist die Amaury Sport Organisation (ASO), die auch die Tour de France organisiert.

## Geschichte

### Die Anfänge

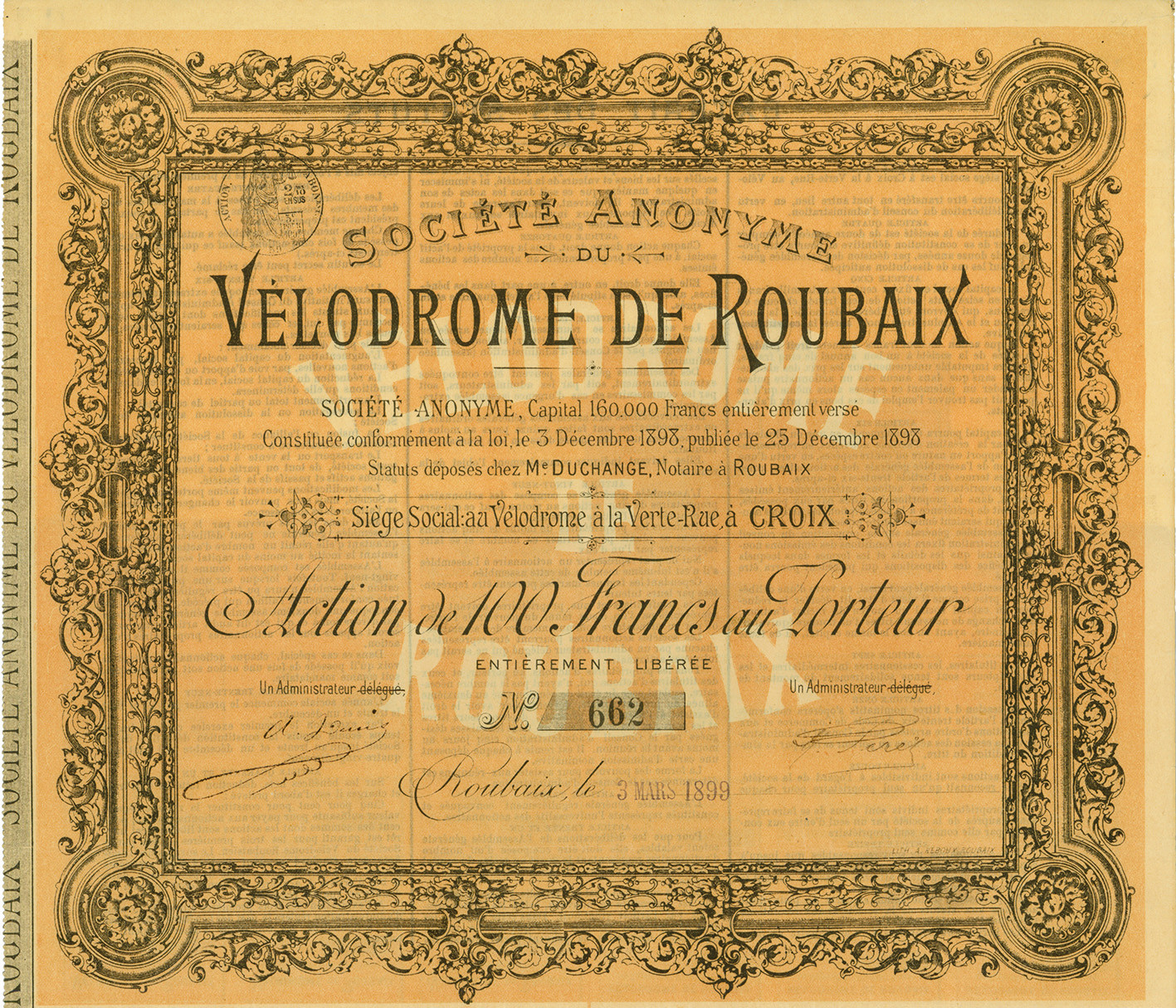
Aktie der SA du Vélodrome de Roubaix von 1899

Eine Vorläuferin der heutigen Radrennbahn von Roubaix, das „Vélodrome roubaisien“, wurde 1895 im Parc Barbieux errichtet und war in den folgenden Jahren Ort zahlreicher Bahnrennen wie der französischen Steher-Meisterschaften und des Bol d’Or. Zwei Unternehmer aus Roubaix, Theo Vienne und Maurice Pérez, hatten den Bau der 333,33 Meter langen Piste initiiert und schließlich auch die Idee, ein Rennen zu organisieren, das auf dieser Radrennbahn enden sollte: Paris—Roubaix. Sie wandten sich an den Chefredakteur der französischen Radsportzeitschrift Le Vélo, Paul Rousseau. Dieser schickte seinen Mitarbeiter Victor Breyer aus, die Strecke zu erkunden. Bis Amiens fuhr Breyer mit einem Kollegen im Auto, am kommenden Tag weiter mit dem Fahrrad. Als er in Roubaix ankam, war er derartig schmutzig und durchgefroren, dass er daran dachte, das Rennen abzusagen. Doch nach einem Bad und einem guten Abendessen habe er seine Meinung geändert, so wird berichtet, und die erste Ausgabe von Paris–Roubaix wurde 1896 ausgetragen. Die erste Ausgabe des Rennens 1896 fand am 19. April 1896 mit 48 Teilnehmern statt; es gewann der Deutsche Josef Fischer.
In den ersten Jahren fand das Rennen hinter Schrittmachern (Fahrräder oder Motorräder) statt, von 1898 bis 1900 waren dies Automobile. 1908 und 1909 waren Schrittmacher nur noch bis Beauvais zulässig und ab 1910 gänzlich untersagt. Bis 1923 fand das Rennen jährlich an Ostersonntag statt, weshalb es den Beinamen La Pascale erhielt.

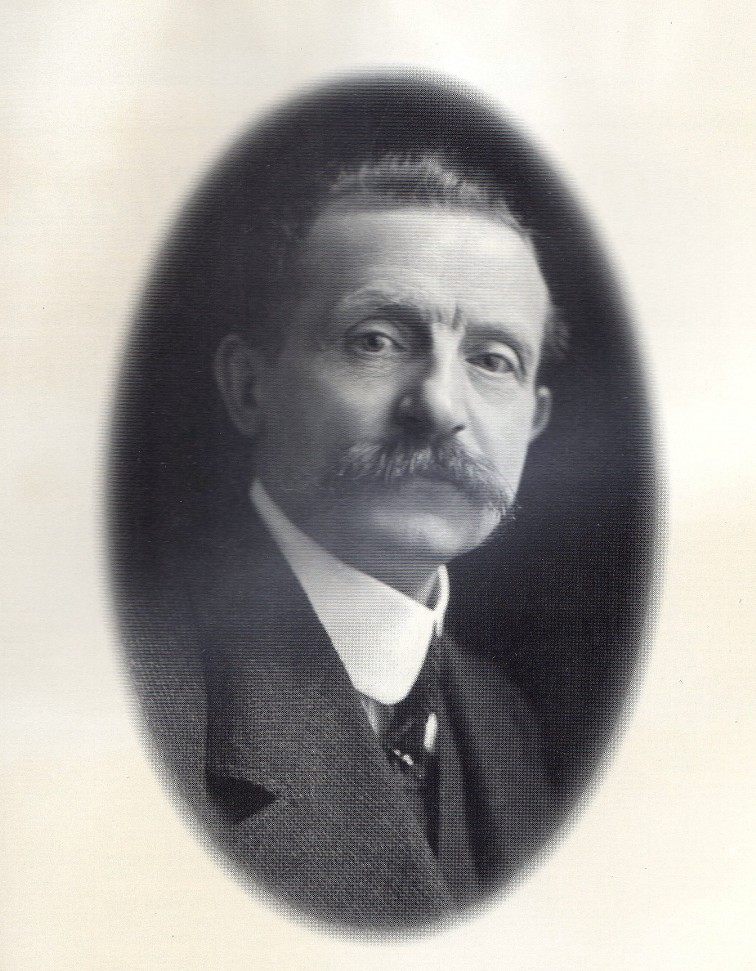
Theo Vienne
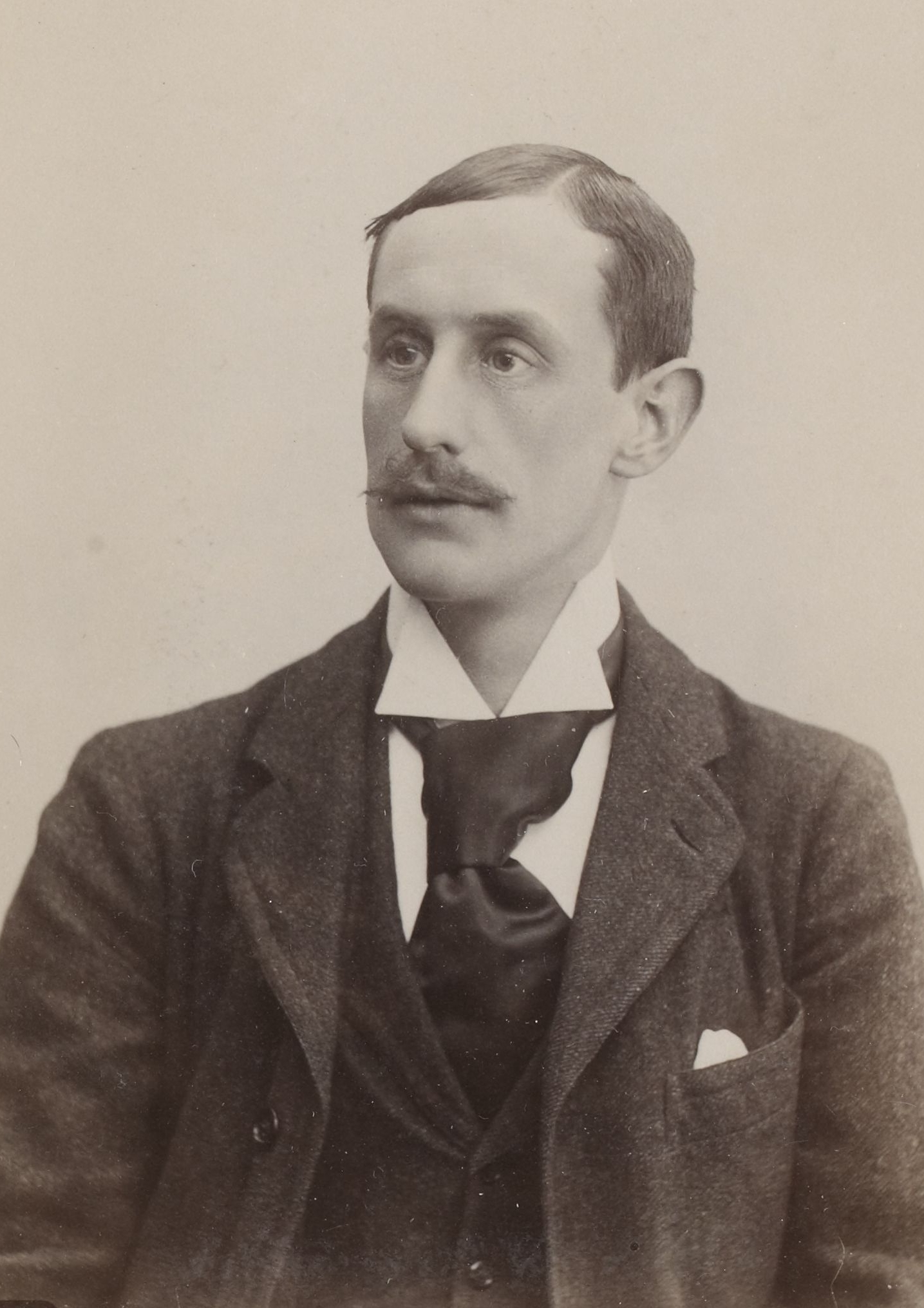
Victor Breyer
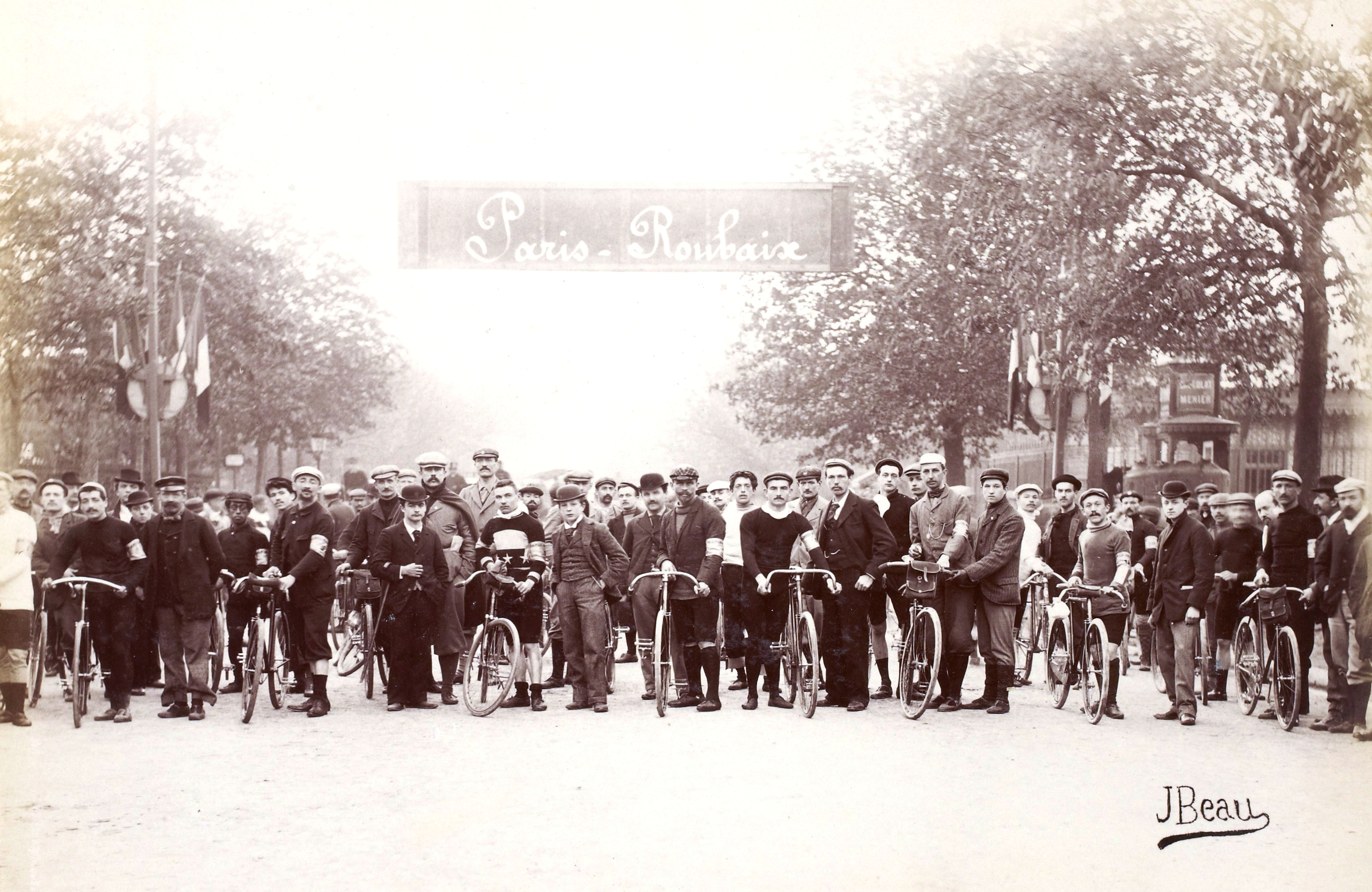
Start im Jahre 1896
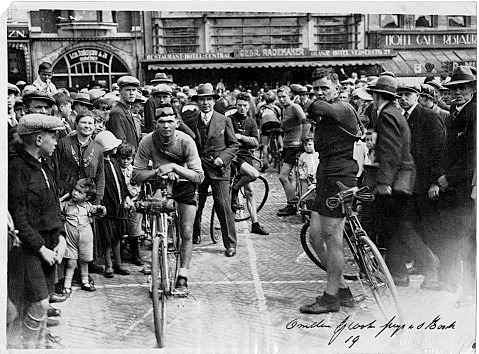
Das Rennen 1900
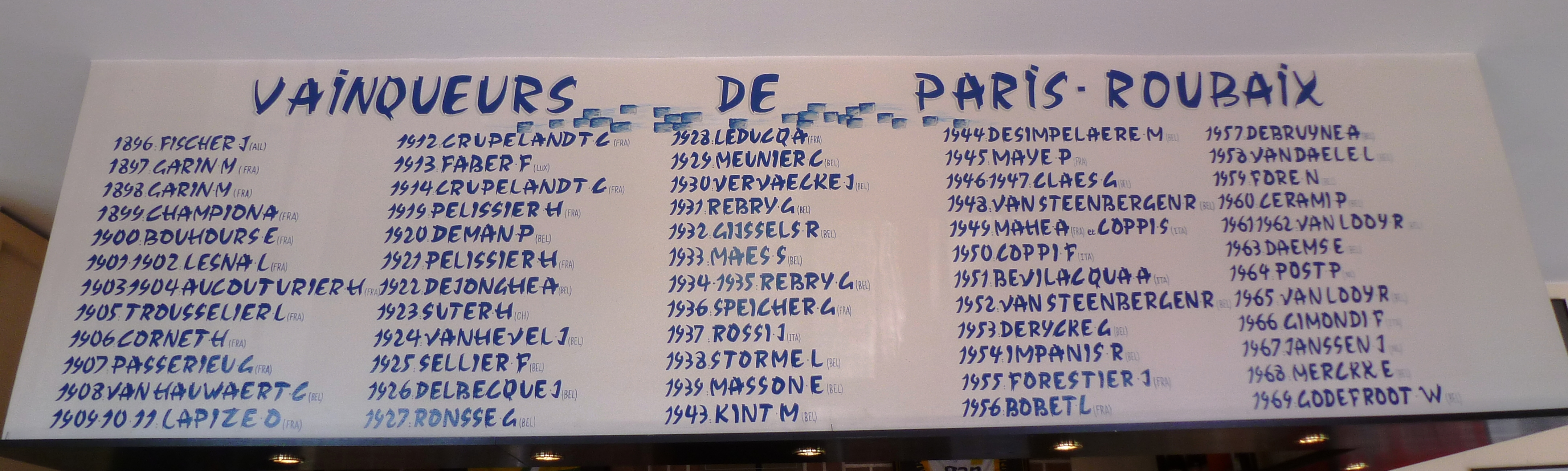
Siegerliste im Café des Vélodromes (2012)

Anfangs als Vorbereitungsrennen für Bordeaux–Paris gedacht, gewann Paris–Roubaix bald an eigenständigem Prestige, schon in den Anfangsjahren umfasste seine Siegerliste beispielsweise mehrere Gewinner der Tour de France. Als 1948 mit der Challenge Desgrange-Colombo erstmals eine internationale Jahreswertung der wichtigsten Straßenrennen eingeführt wurde, gehörte Paris–Roubaix dazu, ebenso wie zu allen Nachfolge-Serien bis hin zur heutigen UCI WorldTour.

### Entwicklung der Streckenführung
Zu Beginn verlief die Strecke von Paris in relativ gerader Linie über Beauvais und Amiens nach Arras und von dort über Hénin-Liétard und Seclin nach Roubaix. Dabei verlief der Parcours bis über Arras hinaus im Wesentlichen auf gut befahrbaren Hauptstraßen. Erst gegen Ende, im Département Nord, waren die Straßen quasi durchgehend mit dem Kopfsteinpflaster bedeckt, für das das Rennen heute bekannt ist. Diese Abschnitte waren teilweise mit Gehwegen versehen, auf die die Radfahrer nach Möglichkeit auswichen, was auch erlaubt war. Diese Streckenführung blieb in den ersten sechs Jahrzehnten des Rennens im Wesentlichen erhalten; der Start erfolgte an wechselnden Vororten von Paris, das Ziel befand sich an verschiedenen Stellen in Roubaix und Umgebung, 1943 erstmals in der heutigen Radrennbahn von Roubaix.
Die Kopfsteinpflaster-Passagen, die die Hauptschwierigkeit des Rennens darstellten, wurden mit der Zeit immer mehr asphaltiert; Paris–Roubaix 1964, die vorletzte noch aus der Umgebung von Paris gestartete Ausgabe, wurde bereits mit einer Durchschnittsgeschwindigkeit von über 45 km/h gefahren, was für die nächsten 50 Jahre unerreicht bleiben sollte. Um den Charakter des Rennens zu wahren, ließen die Organisatoren den Parcours in die Gegend südöstlich von Roubaix abschwenken, wo noch Kopfsteinpflaster-Straßen vorhanden waren. Dies führte dazu, dass der Start 1966 erst nach Chantilly und 1977 an seinen heutigen Ort in Compiègne verlegt wurde. Die bekannte Trouée d’Arenberg wurde erstmals 1968 in den Verlauf integriert.
Der französische Sportjournalist Jacques Goddet betrachtete das Profi-Rennen Paris–Roubaix als „ein letztes Überbleibsel aus der heroischen Vergangenheit, das letzte Bindeglied zur Tradition, welcher der Radsport seine Größe verdankt“.

### Jüngere Geschichte

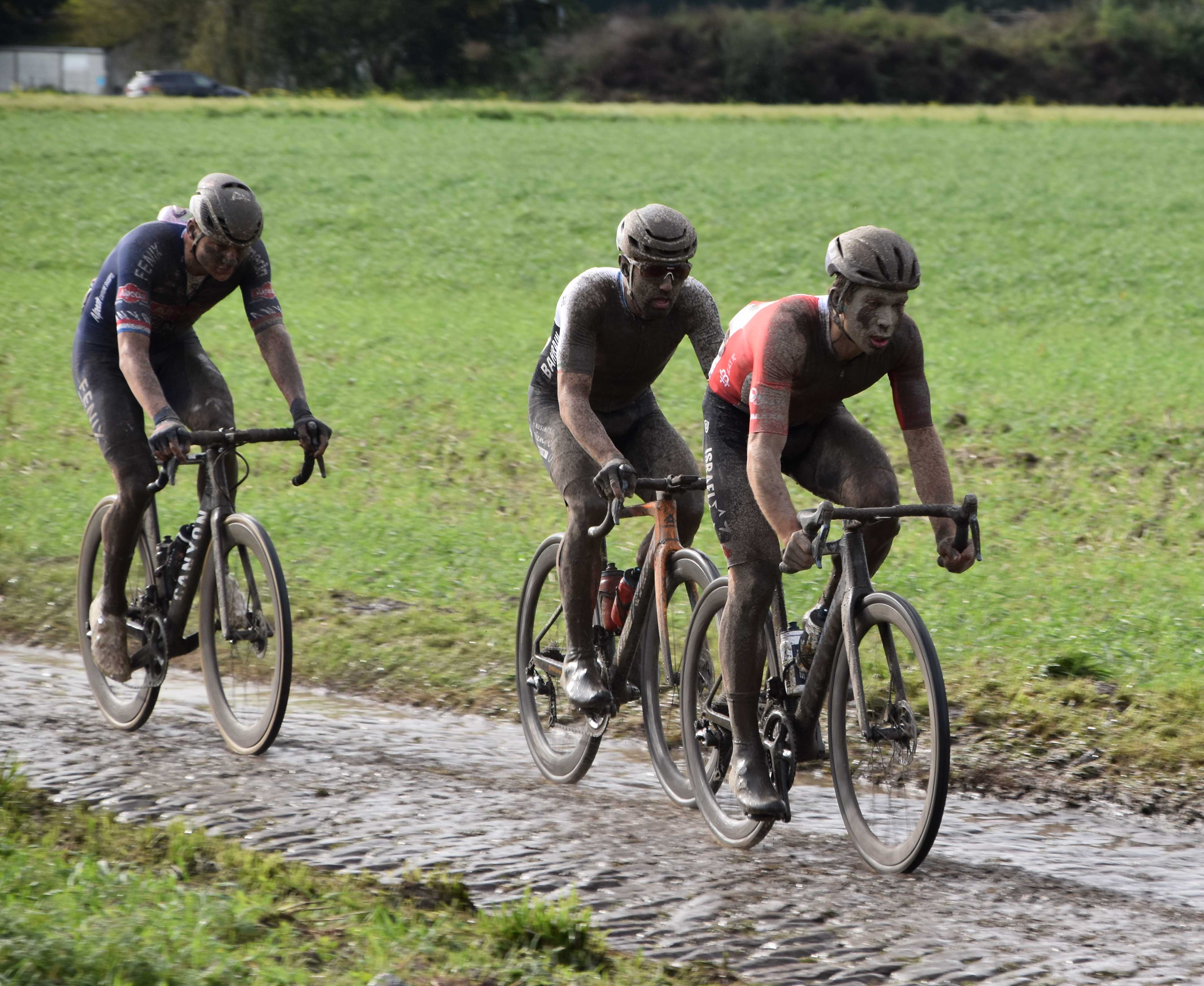
Paris–Roubaix im Herbst 2021

Bei Paris–Roubaix 2018 kam der 23-jährige Belgier Michael Goolaerts durch Herzstillstand am linken Streckenrand zu Sturz, dies geschah etwa bei Rennkilometer 100 auf der Pavé-Passage von Viesly nach Briastre. Goolaerts konnte zwar nach mehreren Minuten durch Sanitäter wiederbelebt werden, doch starb er noch am selben Abend in einem Krankenhaus in Lille.
Im Jahr 2020 wurde das Rennen wegen der COVID-19-Pandemie zunächst abgesagt. Anfang Mai wurde eine Verschiebung auf den 25. Oktober und zudem erstmals ein Rennen für Frauen (Paris–Roubaix Femmes) angekündigt. Aufgrund der anhaltenden Pandemie konnten weder der Termin im Oktober noch im April 2021 eingehalten werden, das Rennen wurde erstmals wieder Anfang Oktober 2021 ausgetragen. Seit 2022 findet das Rennen wieder wie gewohnt im April statt.

### Zusätzliche Rennkategorien
1967 wurde ein zusätzliches Rennen für Amateure eingerichtet, welches seit Aufhebung der Unterscheidung zwischen Profi- und Amateursportlern den Fahrern der Altersklasse U23 offensteht und Paris–Roubaix Espoirs genannt wird (wobei espoirs die im Französischen übliche Bezeichnung für die U23 ist). Seit 2003 gibt es mit Paris–Roubaix Juniors (auch Le Pavé de Roubaix genannt) zudem ein Rennen für Fahrer unter 19 Jahren und seit 2021 mit Paris-Roubaix Femmes eines für Frauen.
Im Februar 2019 wurde bekannt, dass das Junioren-Rennen, welches nicht von der ASO, sondern vom VC Roubaix organisiert wird, aus finanziellen Gründen eventuell nicht stattfinden könne. John Degenkolb, Gewinner des Elite-Rennens im Jahr 2015, rief daraufhin eine Spendenaktion aus und steuerte selbst 2500 Euro bei. Dank seiner Initiative konnte die Austragung gesichert werden.
Der Vélo Club Roubaix veranstaltet zudem alle zwei Jahre eine Jedermannausgabe, bei der auf dem Originalkurs Strecken von 70, 120 oder 210 Kilometern absolviert werden, jeweils mit dem Ziel im Velodrom von Roubaix. Zusätzlich gibt es die Möglichkeit, einen Tag vor den Profis im Rahmen der Paris-Roubaix Challenge Teilstrecken von 70, 145 und 170 km als Rennen zu fahren, ebenfalls mit dem Ziel in Roubaix.

## Strecke
Charakteristisch für den auf völlig flachem Terrain stattfindenden Klassiker sind die berühmten Pavés, Kopfsteinpflasterpassagen: Wege – teils noch aus dem 19. Jahrhundert stammend – mit grobem Kopfsteinpflaster, die das Rennen besonders bei Nässe und diffusen Lichtverhältnissen zu einer außerordentlichen Tortur werden lassen. Ursprünglich war das Kopfsteinpflaster der übliche Straßenbelag im Norden Frankreichs; nachdem aber zunehmend diese Straßen asphaltiert worden waren, entschieden sich die Organisatoren im Jahr 1967, Kopfsteinpflasterpassagen auf Feld- und Waldwegen in das Rennen zu integrieren. Heute werden viele Pavés von der französischen Regierung eigens für den Radklassiker erhalten. Der Verein Les Amis de Paris–Roubaix ist seit 1977 darum bemüht, Passagen mit Kopfsteinpflaster zu erhalten, zu restaurieren, neue Abschnitte zu erschließen und für das Rennen zu sichern.
Bei der Planung der Strecke für das erste Rennen im Jahre 1896 versuchte Victor Breyer, Passagen mit Kopfsteinpflaster, belgische Blöcke genannt, zu vermeiden, da man ein „leichtes“ Rennen durchführen wollte – „leicht“ im Gegensatz zu den bisherigen „Monsterrennen“ über mehrere hundert Kilometer, wie etwa Bordeaux–Paris. So waren die pavés nur auf den letzten 30 Kilometern zu finden und konnten teilweise über die begleitenden Gehwege vermieden werden.
Bei den heute befahrenen Kopfsteinpflaster-Passagen handelt es sich nicht mehr um die Hauptstraßen von früher, sondern im Wesentlichen um Wirtschaftswege, die zwar für den allgemeinen Verkehr geöffnet sind, aber hauptsächlich zu landwirtschaftlichen Zwecken genutzt werden. „Die Kopfsteinpflaster, die heute in die Strecke aufgenommen sind, sind grimmiger und primitiver als die Straßen, auf denen vor 100 Jahren gefahren wurde. Der heutige Klassiker Paris–Roubaix ist die Rekonstruktion einer Vergangenheit, die es nie gegeben hat.“

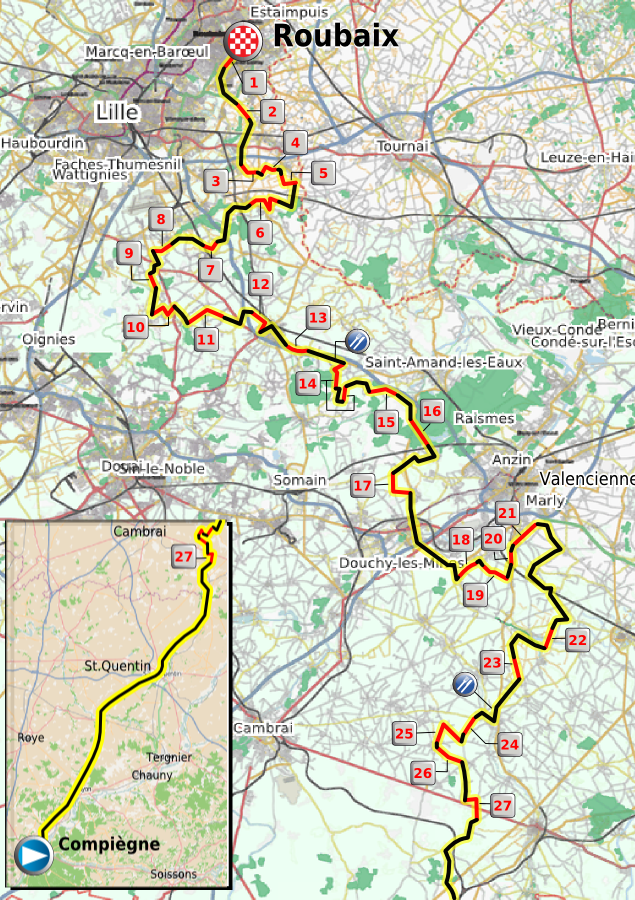
Die 27 Pavé-Sektoren des Rennens 2011
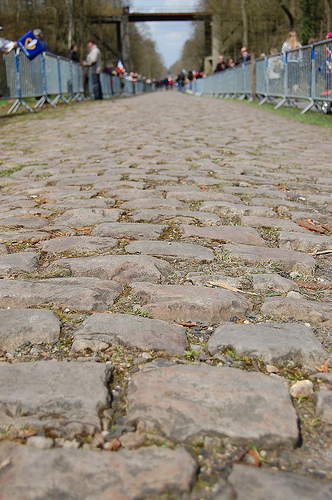
Der Wald von Arenberg am 13. April 2008
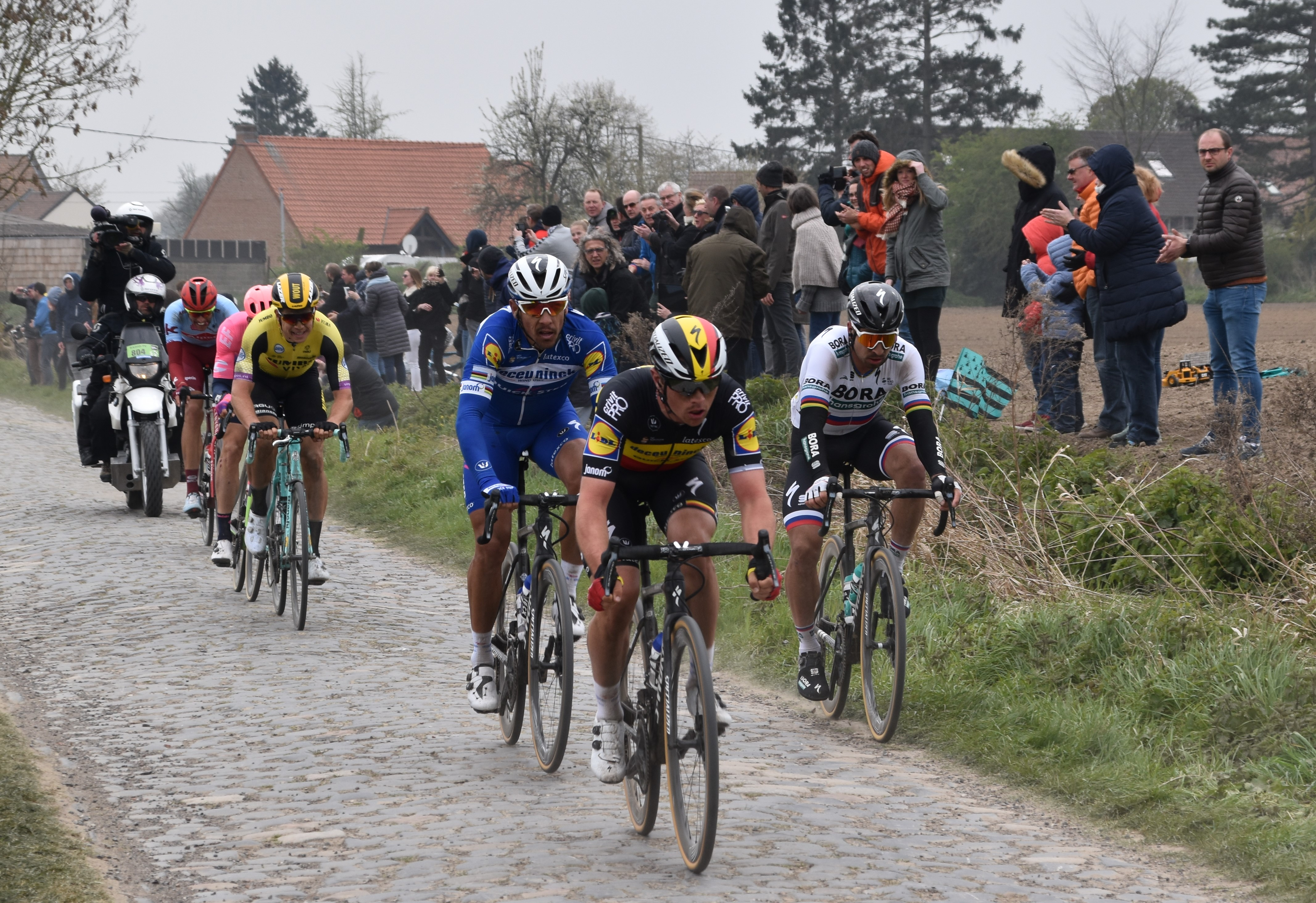
Spitzengruppe 2019 im Sektor von Mons-en-Pévèle
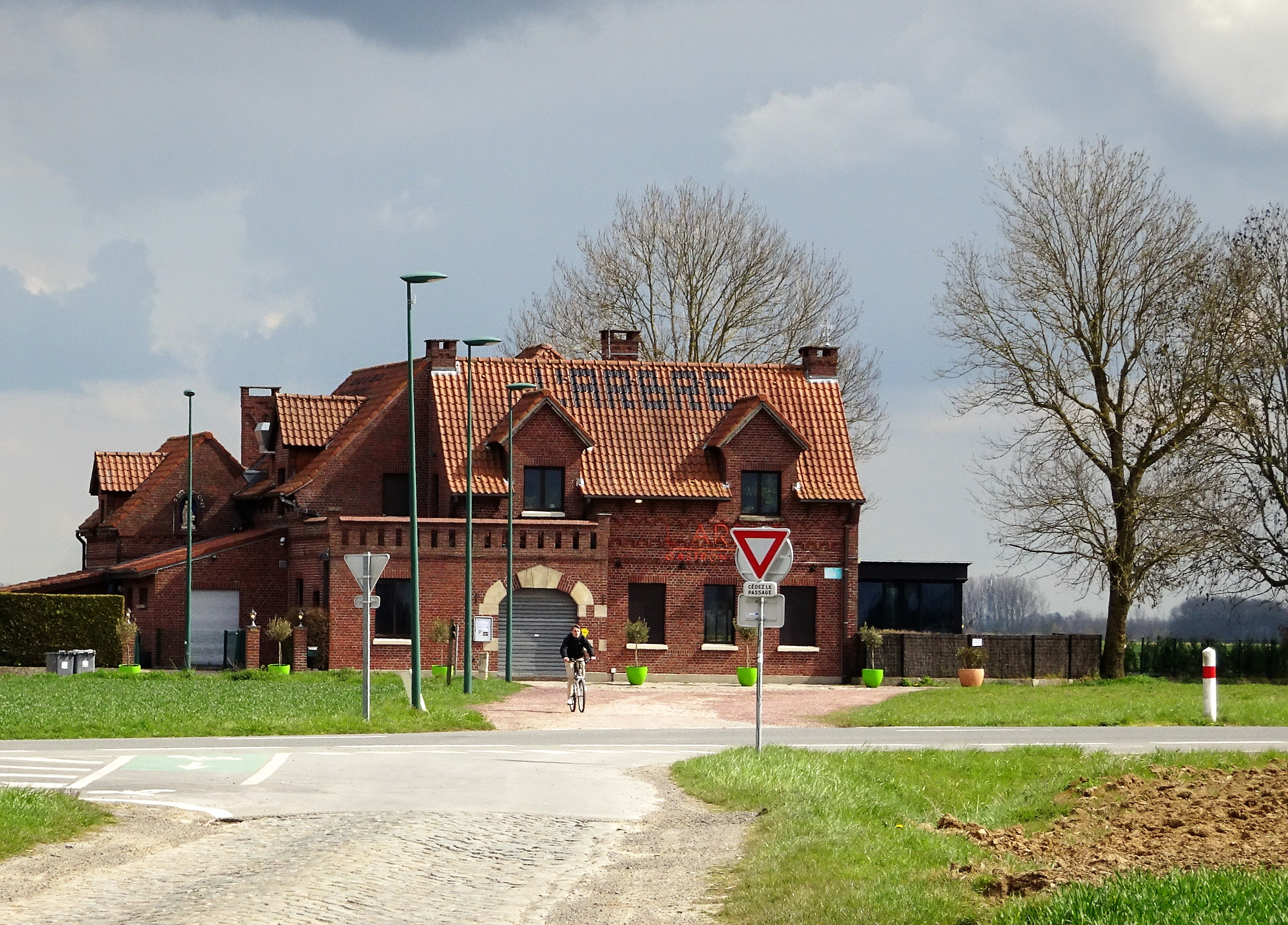
Das Café de l’Arbre am Übergang zum Sektor von Gruson

Die ersten 100 km des Rennens weisen keine spezielle Schwierigkeit auf und führen von Compiègne über Saint-Quentin in den Norden Frankreichs, wo über 150 km mit etwa 50 km Kopfsteinpflaster zurückzulegen sind. Die Kopfstein-Abschnitte sind in Sektoren aufgeteilt, die in absteigender Reihenfolge nummeriert und in die Kategorien 1 bis 5 eingeteilt sind, wobei 5 die höchste Schwierigkeitsstufe ist. Ausschlaggebend für die Kategorisierung ist der Zustand des Kopfsteinpflasters, die Länge des Abschnitts und auch die Lage im Rennen.
Seit mindestens 2000 ist der erste befahrene Sektor jedes Mal der von Troisvilles nach Inchy. Der Parcours von dort bis zur Kleinstadt Denain variiert von Jahr zu Jahr, während er von dort bis Roubaix, von einzelnen Ausnahmen abgesehen, jedes Jahr gleich ist. Kurz nach Denain kommt mit der Trouée d’Arenberg der wohl berüchtigtste Pavéabschnitt, der oft eine Selektion bewirkt. 2005 wurde ein Teil des Pflasters aufwendig restauriert, der Abschnitt insgesamt etwas entschärft. In den ähnlich schwierigen, im letzten Rennviertel folgenden Pavéabschnitten von Mons-en-Pévèle und Carrefour de l’Arbre fällt häufig eine Vorentscheidung. Diese drei Sektoren sind jeweils in die höchste Schwierigkeitsstufe (5 Sterne) eingeteilt. Die Einteilung der Sektoren war seit 2017 wie folgt:
| Sektor-Nr.                              | Name                         | km vom Ziel | Länge (in m) | Kategorie |
| --------------------------------------- | ---------------------------- | ----------- | ------------ | --------- |
| 6 bis 10 Sektoren vor Denain (variabel) |                              |             |              |           |
| 20                                      | Haveluy – Wallers            | 103,5       | 2500         | 4         |
| 19                                      | Trouée d’Arenberg            | 95,3        | 2400         | 5         |
| 18                                      | Wallers – Hélesmes           | 89,2        | 1600         | 3         |
| 17                                      | Hornaing – Wandignies-Hamage | 82,5        | 3700         | 4         |
| 16                                      | Warlaing à Brillon           | 75,0        | 2400         | 3         |
| 15                                      | Tilloy – Sars-et-Rosières    | 71,5        | 2400         | 4         |
| 14                                      | Beuvry-la-Forêt–Orchies      | 65,2        | 1400         | 3         |
| 13                                      | Orchies                      | 60,1        | 1700         | 3         |
| 12                                      | Auchy-lez-Orchies – Bersée   | 54,0        | 2600         | 4         |
| 11                                      | Mons-en-Pévèle               | 48,6        | 3000         | 5         |
| 10                                      | Mérignies – Avelin           | 42,6        | 700          | 2         |
| 9                                       | Pont-Thibaut – Ennevelin     | 39,2        | 1400         | 3         |
| 8                                       | L’Épinette                   | 33,8        | 200          | 3         |
| 8                                       | Moulin-de-Vertain            | 33,4        | 500          | 2         |
| 7                                       | Cysoing – Bourghelles        | 26,8        | 1300         | 3         |
| 6                                       | Bourghelles – Wannehain      | 24,3        | 1100         | 3         |
| 5                                       | Camphin-en-Pévèle            | 19,9        | 1800         | 4         |
| 4                                       | Carrefour de l’Arbre         | 17,1        | 2100         | 5         |
| 3                                       | Gruson                       | 14,8        | 1100         | 2         |
| 2                                       | Willems – Hem                | 8,2         | 1400         | 2         |
| 1                                       | Espace Charles Crupelandt    | 1,4         | 300          | 1         |

## Paris–Roubaix im öffentlichen Raum
Die Popularität des Rennens und seine Bedeutung für die Region haben dazu geführt, dass entlang der Strecke mehrere Denkmäler und Erinnerungsorte geschaffen wurden. Außerdem sind bestimmte Sektoren nach Persönlichkeiten des Radsports benannt.
- Erster Kopfstein-Sektor des Rennens ist üblicherweise derjenige von Troisvilles nach Inchy. Diese Straße ist seit 2008 nach dem ehemaligen Weltmeister Jean Stablinski benannt, ein kleines Denkmal steht zu Beginn des Sektors am Wegesrand.[21]

- Der Sektor von Viesly nach Briastre, auf dem Michael Goolaerts 2018 einen Herzstillstand erlitt und verstarb, ist nach ihm benannt. Am Unglücksort wurde im Beisein seiner Familie ein Gedenkstein eingerichtet.[22]

- Im Verlauf des Sektors von Verchain-Maugré nach Quérénaing steht seit Februar 2024 ein Gedenkstein mit Rennrad zu Ehren von Jean-Luc Derche. Diese Widmung wurde von den Freunden des Rennens Grand Prix de Denain veranlasst, dessen Sicherheitsbeauftragter Derche gewesen war.[23]

- Der Sektor von Saint-Python wurde 2015 dem ehemaligen Rennfahrer Édouard Delberghe gewidmet. Delberghe stammte aus Viesly, auf dessen Gemeindegebiet der Sektor beginnt, und war für die Aufnahme des Sektors in das Rennen verantwortlich. Anlass für die Widmung war die Tour de France 2015, die ebenfalls über diesen Sektor fuhr.[24]

- Der Sektor von Haveluy nach Wallers ist Bernard Hinault gewidmet, laut Aufschrift wurde diese Widmung 2005 vollzogen.[25] Ein weiterer Gedenkstein daneben ehrt Jean Donain, den Gründer des Rennens Grand Prix de Denain.

- Am Fuße der Trouée d’Arenberg wurde 2008, ein Jahr nach dem Tod Jean Stablinskis, ein weiteres Denkmal für ihn errichtet. Stablinski hatte die Aufnahme dieses Sektors in das Rennen vorgeschlagen.[26]

- Der Sektor von Wallers nach Hélesmes trägt seit 2013 den Beinamen Pont Gibus.[27] Dieser Name bezieht sich zum einen auf eine markante, einst überbrückte Lücke im Bahndamm der ehemaligen Linie Denain–Saint-Amand-les-Eaux, zum anderen auf den Spitznamen von Gilbert Duclos-Lassalle, in dessen Siegen 1992 und 1993 der Sektor eine Rolle gespielt hatte. Die Vereinigung Les Amis du Pont Gibus betreut den Sektor.

- John Degenkolb, Sieger des Rennens 2015, trug maßgeblich zum Erhalt der Junioren-Version des Rennens bei und ist als Botschafter für Les Amis de Paris–Roubaix tätig. 2020 wurde ihm als erstem noch aktiven Fahrer ein Sektor gewidmet, der von Hornaing.[28] 2023 war es ihm vergönnt, in „seinem“ Sektor das Rennen anzuführen.[29]

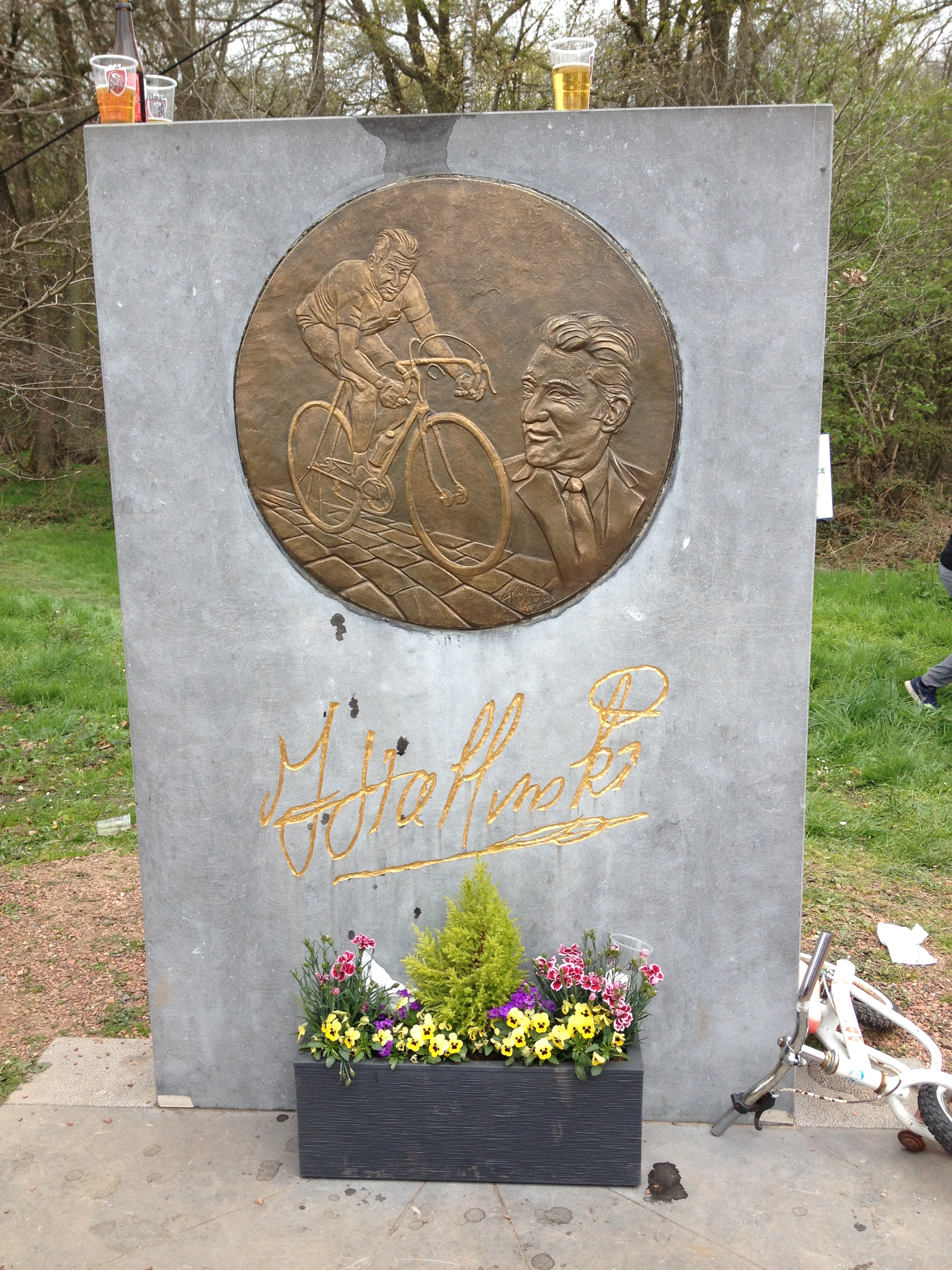
Jean-Stablinski-Denkmal an der Trouée d’Arenberg
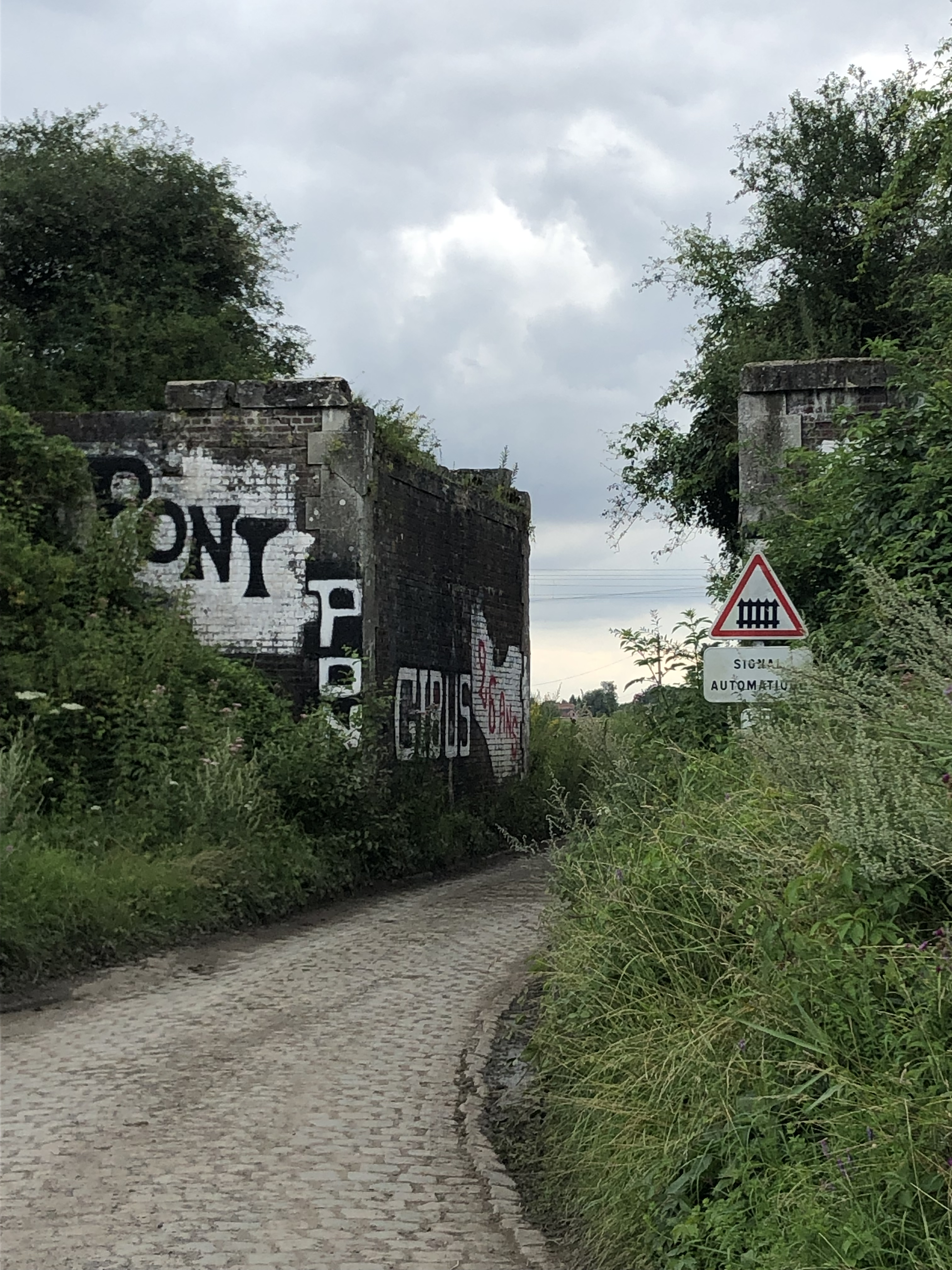
Die namengebende Brücke des Sektors von Pont-Gibus
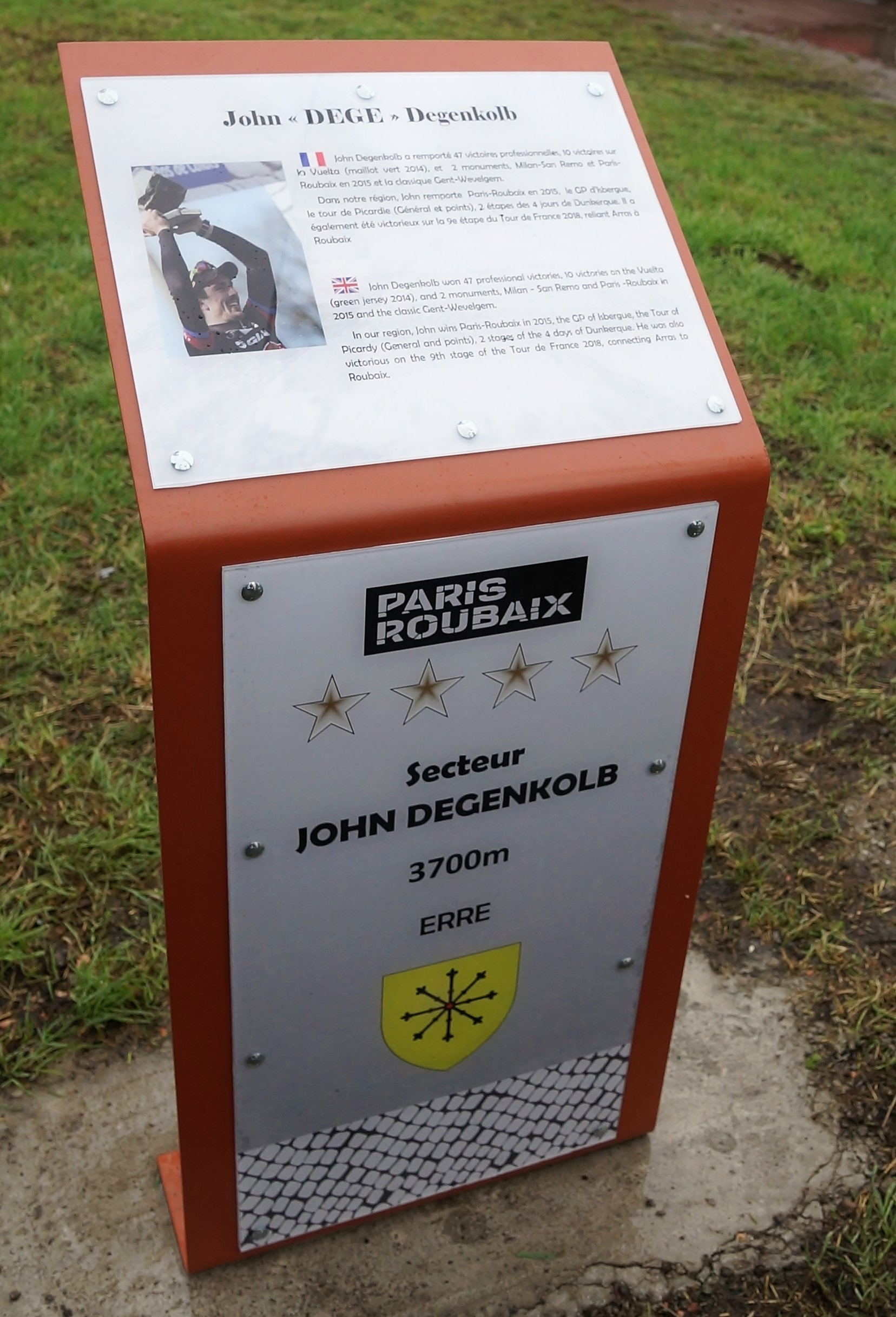
Stele des John-Degenkolb-Sektors

- Der Sektor von Beuvry-la-Forêt nach Orchies wurde 2007 speziell für Paris–Roubaix eingerichtet und dem zweimaligen Gewinner Marc Madiot gewidmet. Eine Steinpyramide eingangs des Sektors trägt seinen Namen.[30]

- Am Ende des Sektors von Pont-Thibault nach Ennevelin verweist ein Schild auf die durch das Rennen entstandene Gemeindepartnerschaft mit Wevelgem, Zielort des Rennens Gent–Wevelgem. Der Riese von Wevelgem wird jährlich während des Rennens dort aufgestellt.[31]

- Vor der Windmühle am Beginn des Sektors von Templeuve steht ein vom Bildhauer Renaud Masquelier geschaffener, überdimensionaler Pflasterstein, der 2013 aufgestellt wurde. Auf einer Stele neben dem Stein sind die Gewinner des Rennens verzeichnet.[32]

- Der Sektor von Cysoing nach Bourghelles wurde 2005 dem zweimaligen Sieger Gilbert Duclos-Lassalle gewidmet, wie schon der oben genannte Sektor von Pont Gibus.[33]

- Der Sektor von Bourghelles nach Wannehain wurde 2022 Frédéric Guesdon gewidmet, dem bis dato letzten französischen Sieger.[34]

- Dem Belgier Eddy Merckx, der das Rennen dreimal gewinnen konnte, wurde 2023 der Sektor von Camphin-en-Pévèle gewidmet. Der Beginn des Sektors liegt in unmittelbarer Nähe der belgischen Grenze.[35]

- Zu Beginn des Sektors von Willems nach Hem steht seit 2022 eine große Skulptur mehrerer Rennfahrer, die ebenfalls von Renaud Masquelier geschaffen wurde.[36]

- Ausgangs des Sektors von Willems nach Hem hatte Hennie Kuiper 1983 allein in Führung liegend eine Panne, die ihn einen großen Teil seines Vorsprungs kostete; er konnte das Rennen dennoch gewinnen. 2003 wurde seitens des Vereins Les Ami’s de Hem eine kleine Skulptur am Ort der Panne aufgestellt, die 2013 gestohlen wurde.[37] Zwei Jahre später wurde eine identische Kopie an einem sichereren Ort mitten in Hem eingeweiht.[38]

- Am Eingang der Radrennbahn von Roubaix steht als Symbol des Rennens ein riesiger Pflasterstein. Er wurde laut Aufschrift anlässlich der 100. Austragung 2002 durch die Stadt Roubaix und die Vereinigung Les Amis de Paris–Roubaix gestiftet.

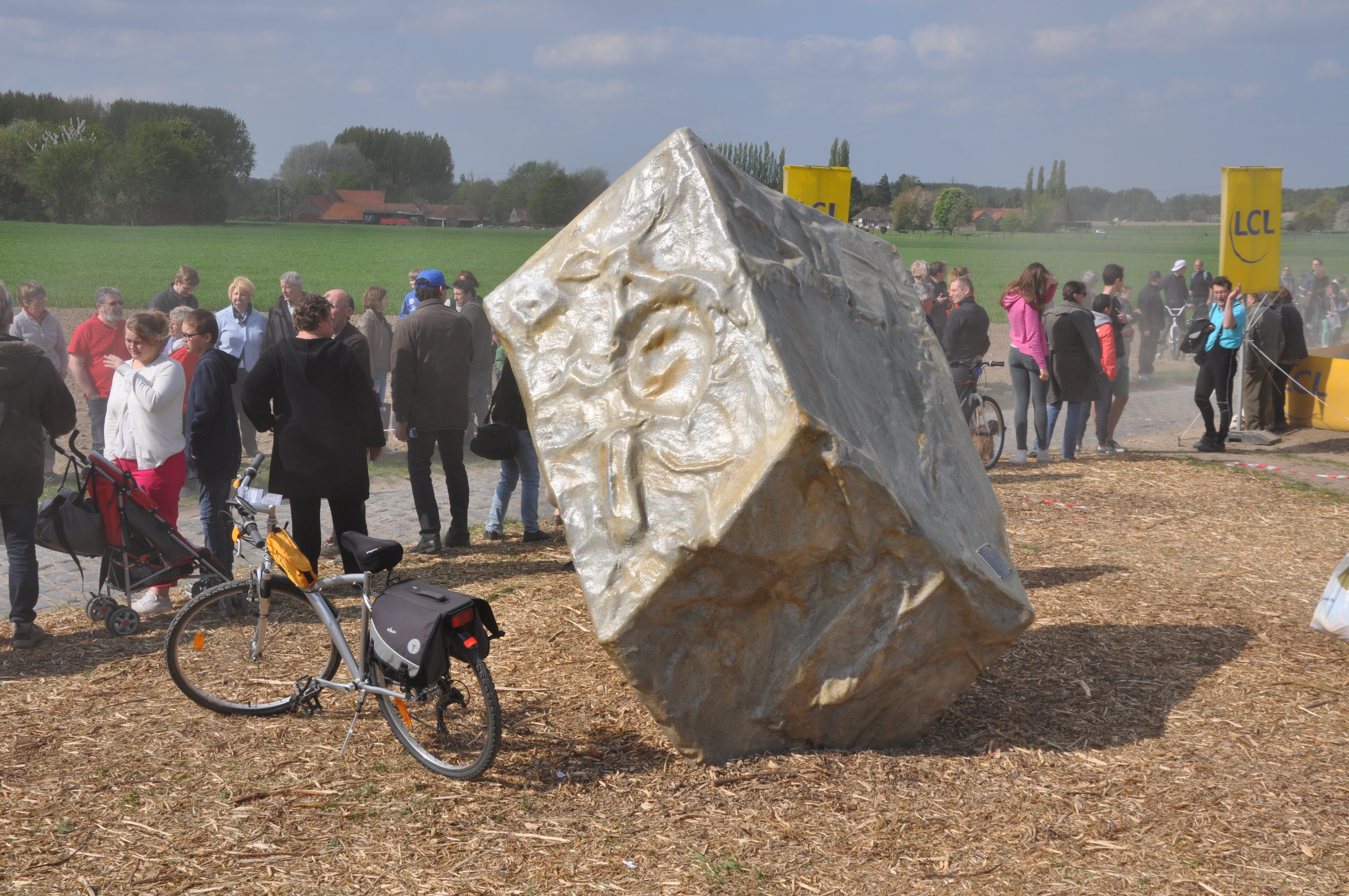
Riesen-Pflasterstein vor der Moulin de Vertain in Templeuve
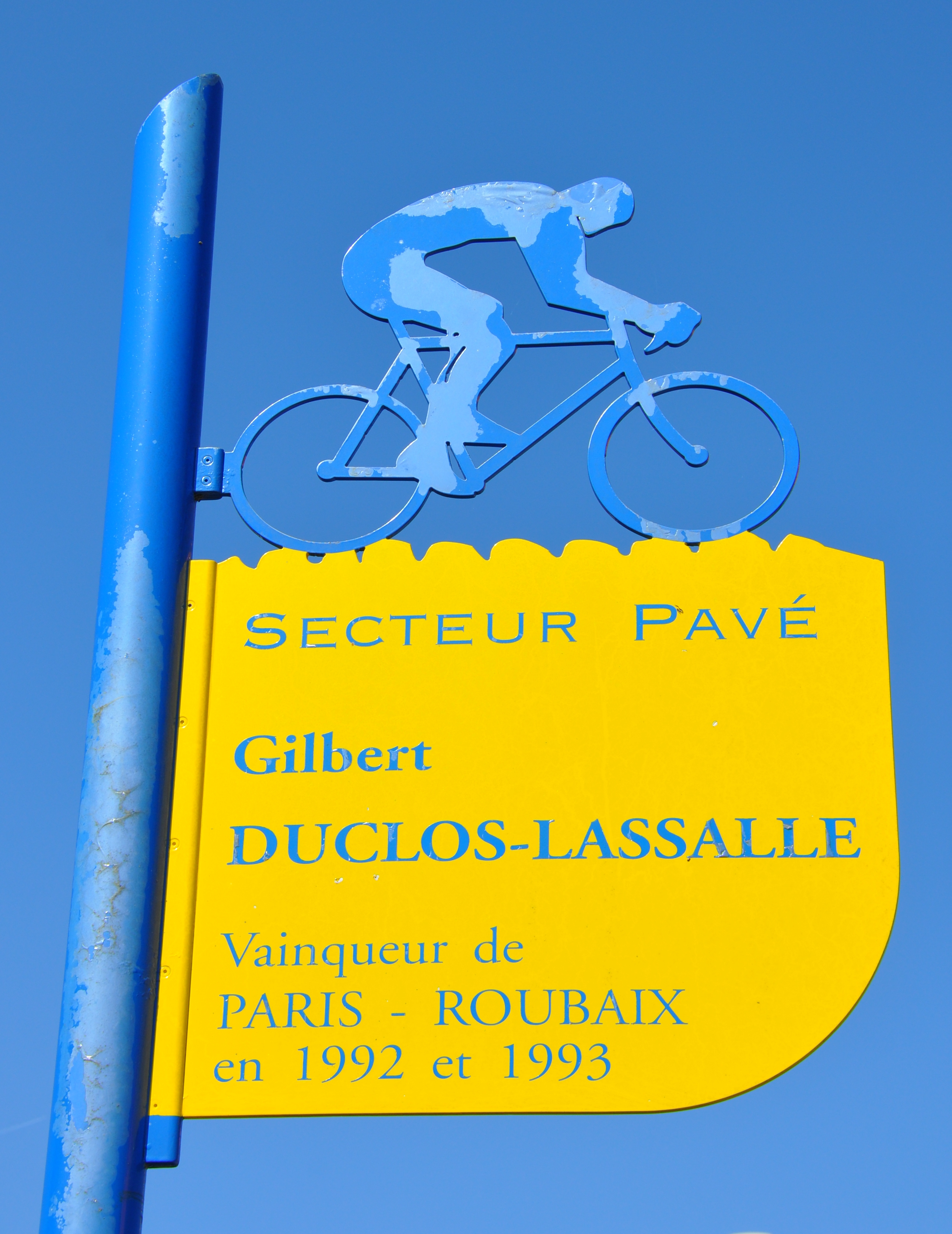
Schild am Eingang des Sektors von Cysoing
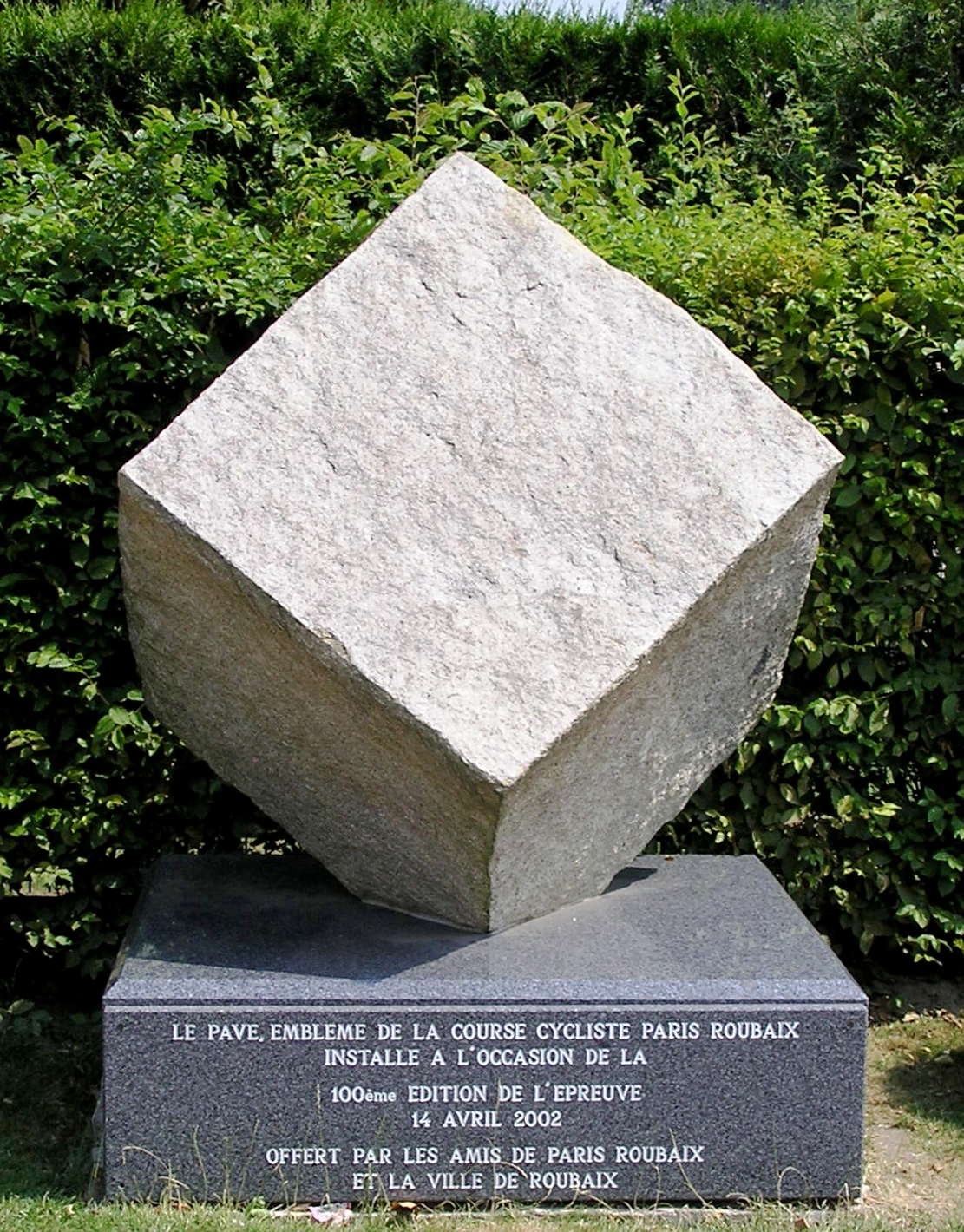
Denkmal für den Pflasterstein vorm Velodrom von Roubaix
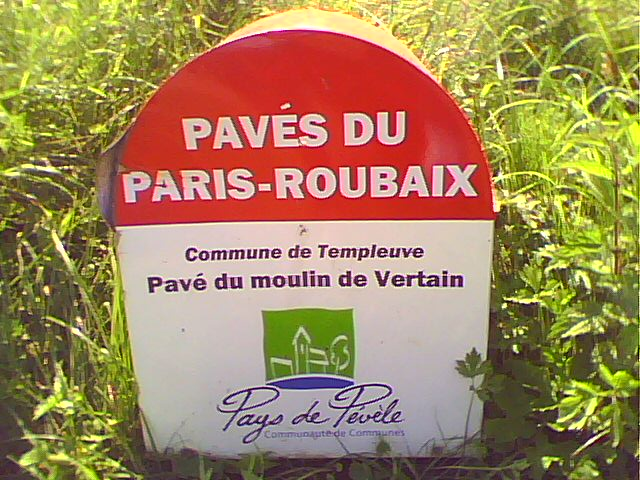
Meilenstein eines Pavé-Abschnitts (noch vom Pays de Pévèle aufgestellt)

Des Weiteren hat der Gemeindeverband Pévèle-Carembault 2017 die Pavé-Sektoren des Rennens in seinem Gebiet mit markanten roten Meilensteinen versehen. Sie ersetzten die vom Vorgängerverband Pays de Pévèle aufgestellten Steine und tragen teils andere Namen als die im Rahmen des Rennens benutzten. Das Rennen verläuft von Beuvry bis Camphin im Gebiet dieser Körperschaft.
An den ehemaligen, heute nicht mehr benutzten Strecken in Roubaix und Umgebung wurden weitere Orte markiert:
- Entlang der Rue de Wattignies außerhalb von Faches-Thumesnil steht eine Erinnerungsplakette am Ort, wo Émile Masson junior 1939 in Führung liegend eine Panne hatte. Er wurde von mehreren Fahrern überholt, konnte sie aber noch einholen und gewinnen. Die Plakette wurde 2005 eingeweiht.[40]

- In der Vorkriegszeit diente die heutige Avenue Gustave Delory in Roubaix insgesamt 15 Mal als Ziellinie, zuletzt 1939. Am Haus Nr. 37 dieser Straße wurde 2005 im Beisein von Émile Masson junior eine Erinnerungsplakette eingeweiht.

Nur indirekt in Zusammenhang mit Paris–Roubaix stehen die Widmungen von Kopfsteinsektoren der Region an Robert Mintkewicz, Adrien Petit, Alain Deloeuil sowie Laurent Pillon und Quentin Jauregui anlässlich der Tour de France 2015 respektive 2022. Diese Sektoren werden normalerweise nicht von Paris–Roubaix benutzt, standen aber im Programm der Tour de France im Rahmen einer an Paris–Roubaix angelehnten Etappe.

### Allée Charles Crupelandt

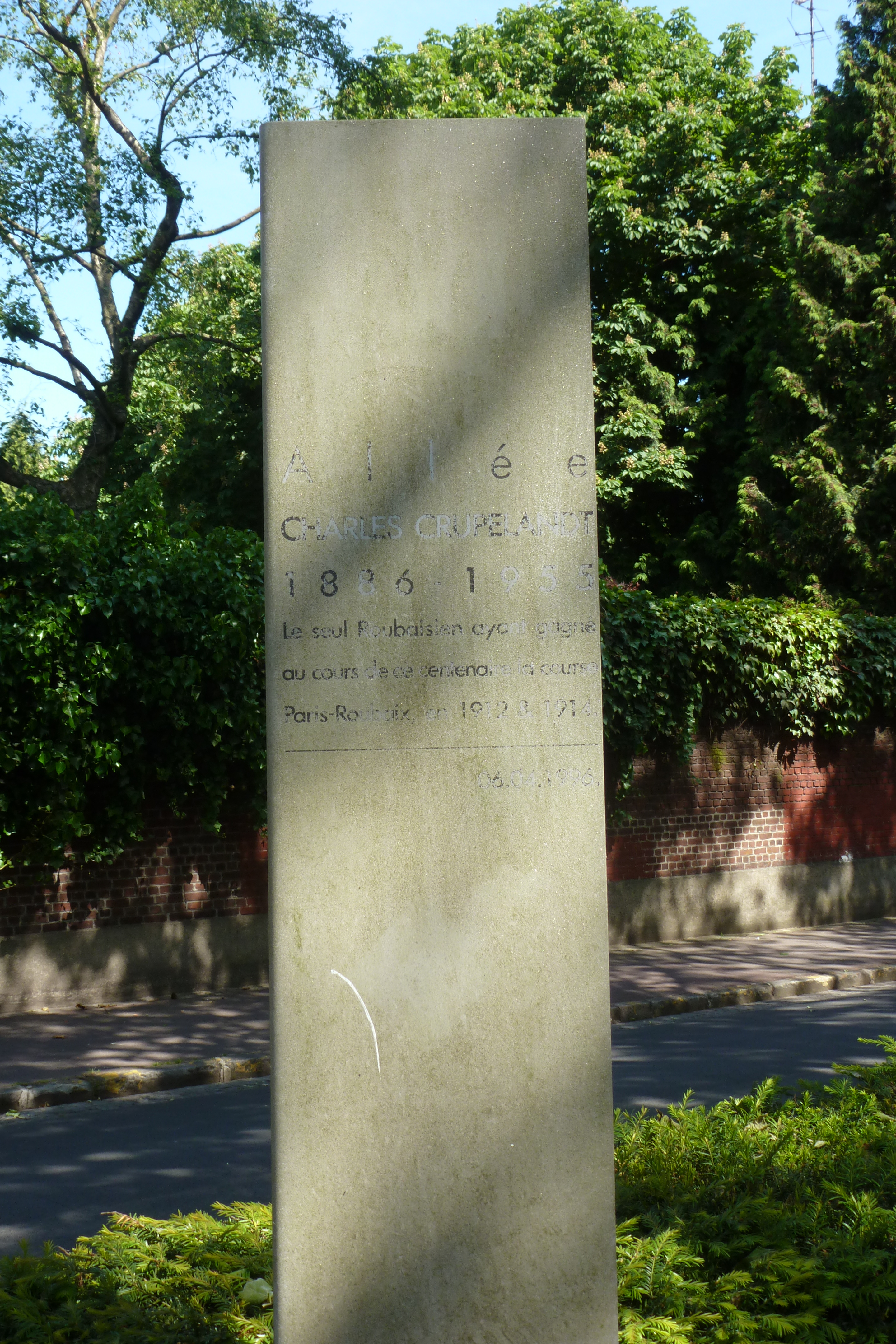
Stele für die Sieger an der Allée Charles Crupelandt

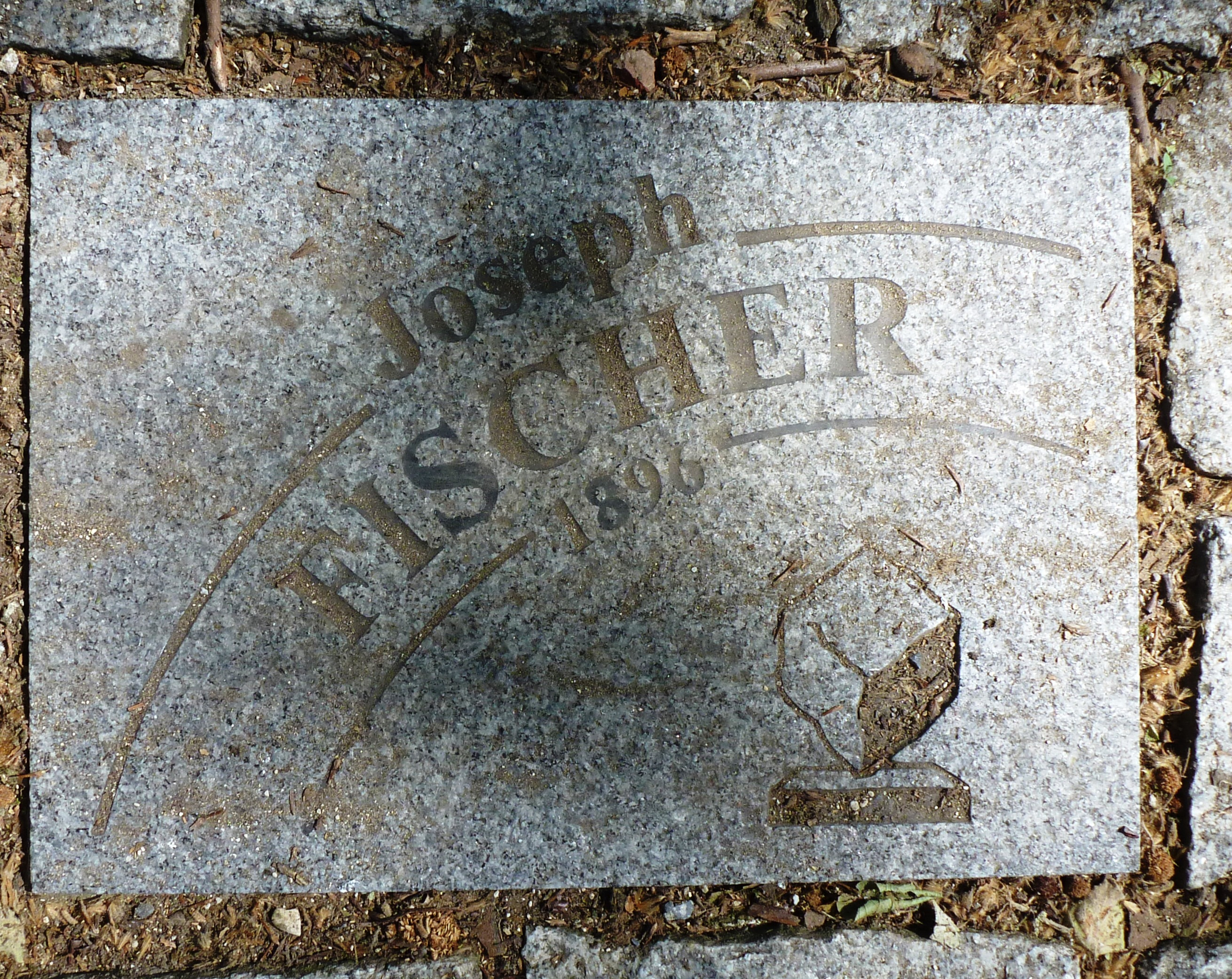
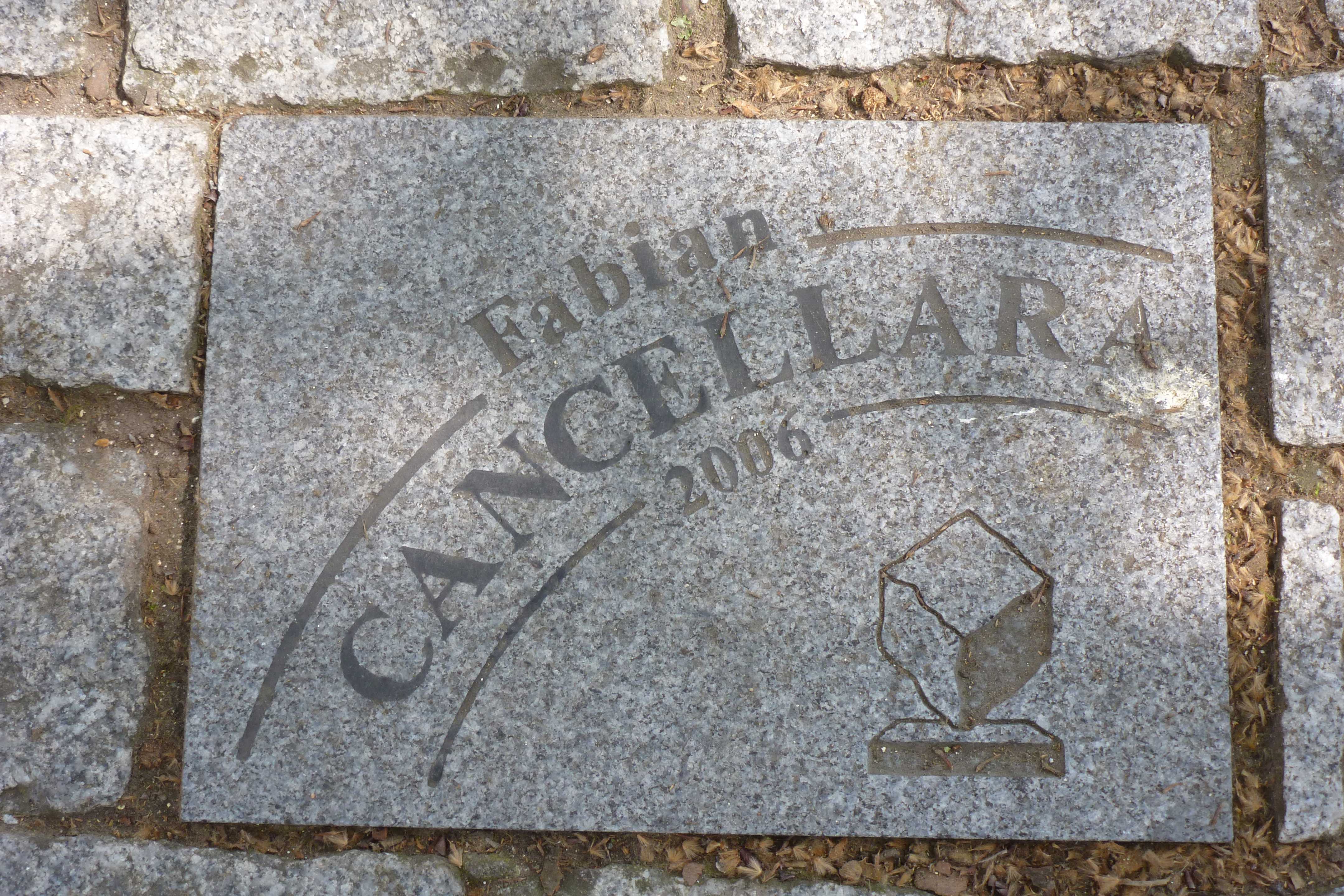
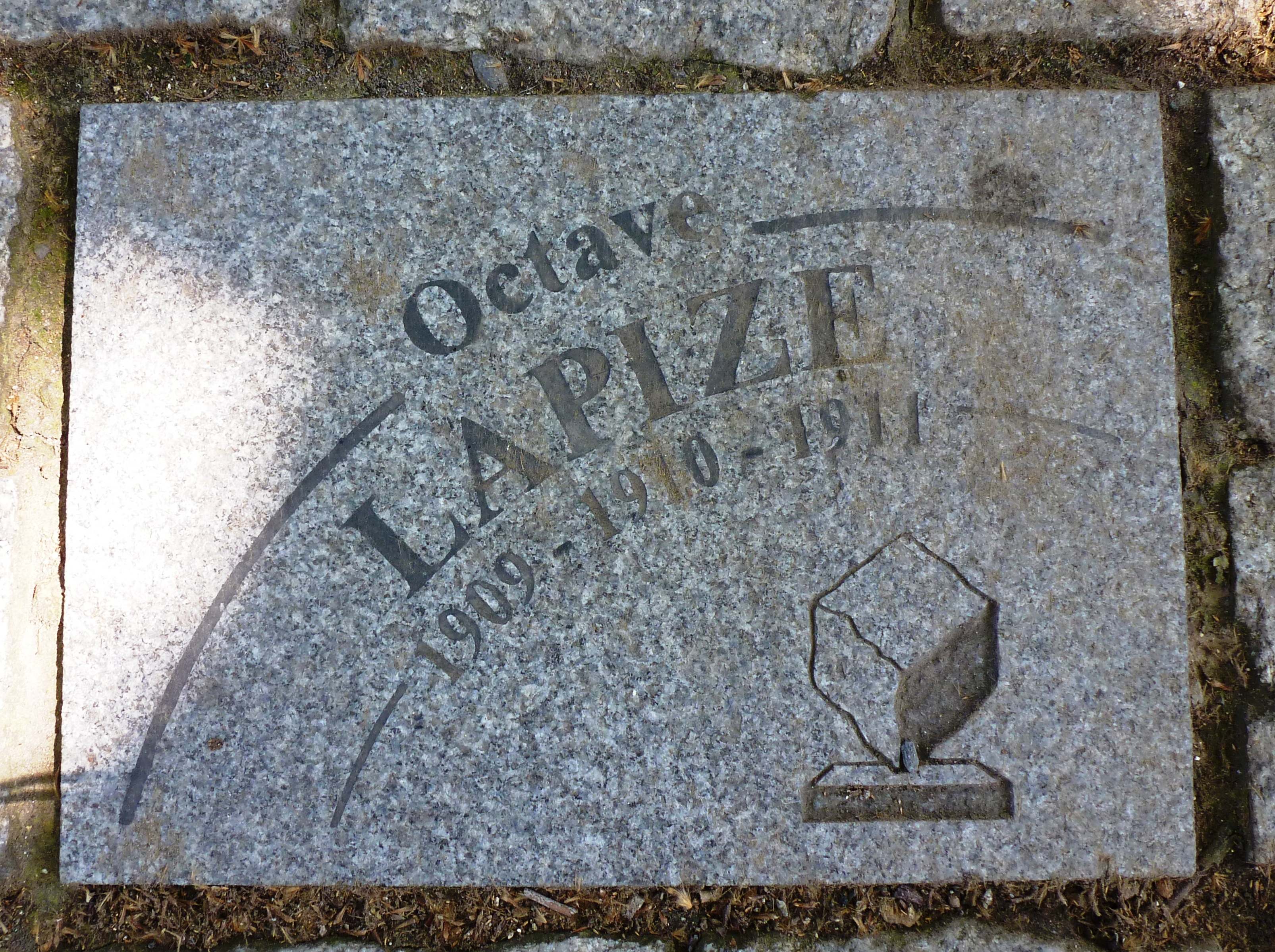
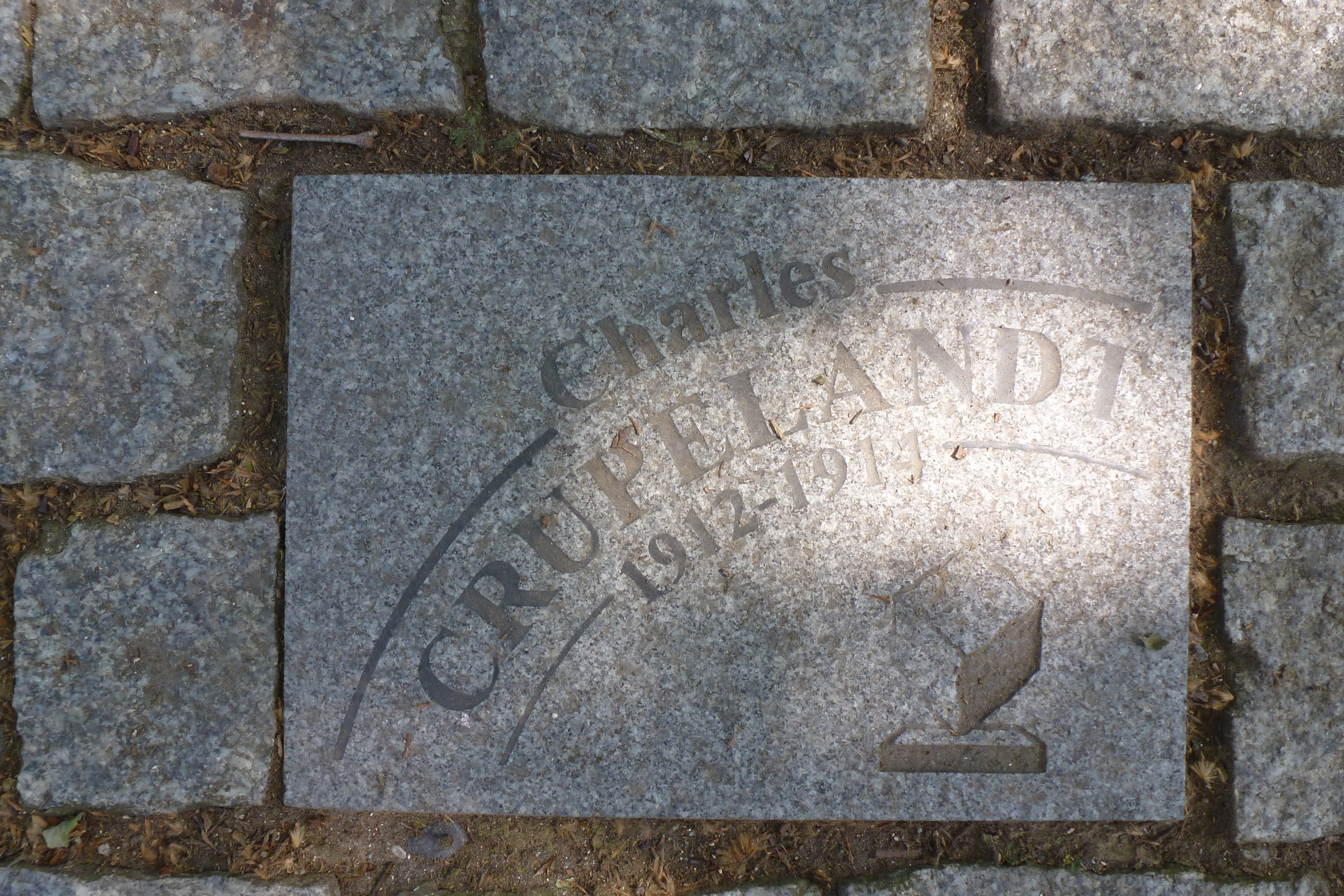
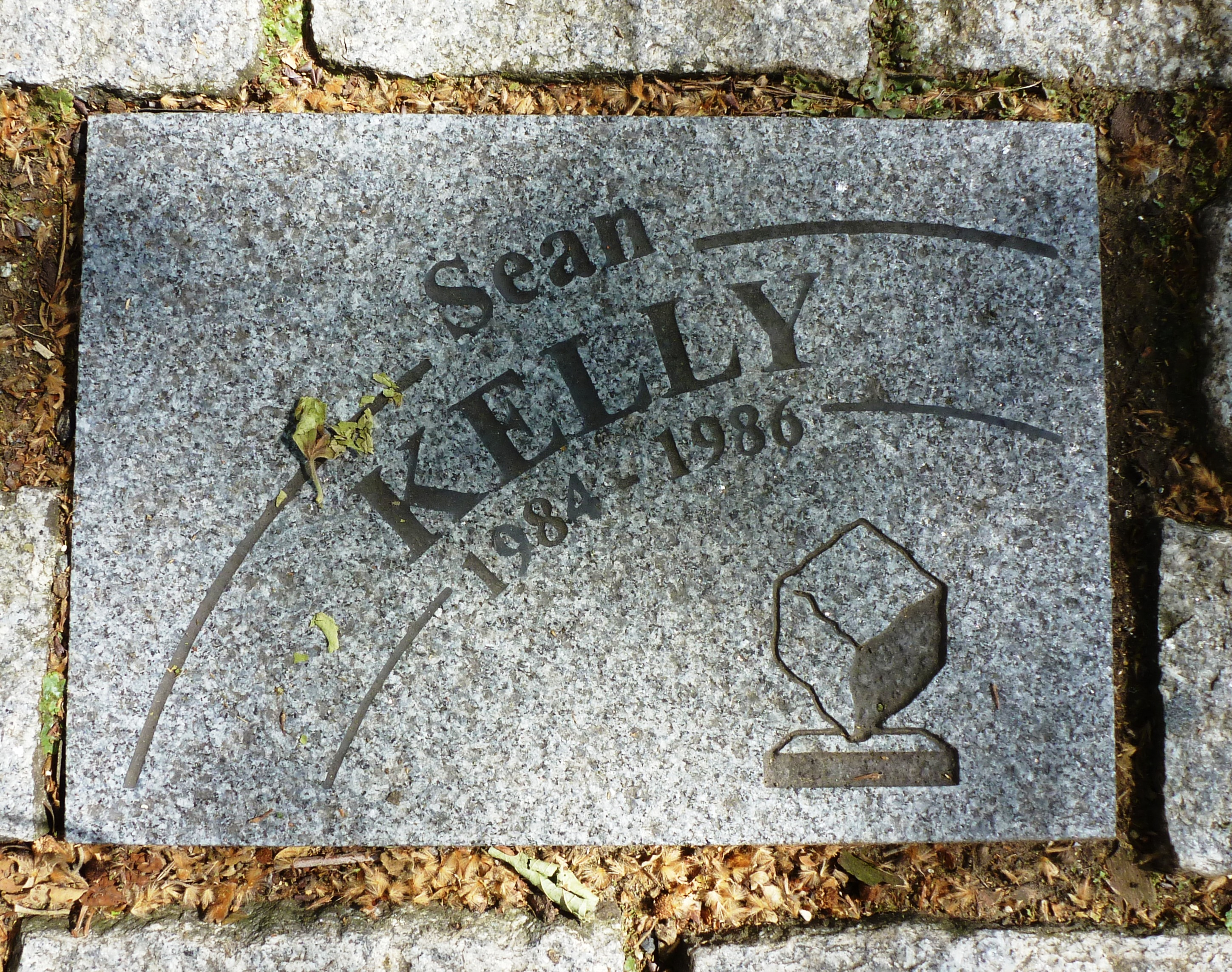

Die letzten 300 Meter vor dem Vélodrome von Roubaix werden Allée Charles Crupelandt genannt. Die Allee ist nach Charles Crupelandt benannt, dem einzigen Paris–Roubaix-Sieger aus Roubaix selbst. Sie wurde 1996 zum 100. Jubiläums des Rennens eingeweiht. Ab 2002 wurden zwischen den dortigen Pflastersteinen kleine Steintafeln aus Granit mit den Namen der bisherigen Sieger eingelassen.

## Palmarès

### Profis / Elite
Die meisten Siege in der Hölle des Nordens gelangen mit jeweils vier Siegen den beiden Belgiern Roger De Vlaeminck, der zwischen 1972 und 1977 seine vier Triumphe auf der Radrennbahn von Roubaix feiern (und einen Pokal in der Form eines Pflastersteins entgegennehmen) konnte, und Tom Boonen im Zeitraum von 2005 bis 2012. Mit fünf Siegen in sechs Jahren dominierte in der zweiten Hälfte der 1990er-Jahre das Team Mapei den Kopfsteinpflaster-Klassiker. Zweimal (1996 und 1998) konnte die Mannschaft sogar alle drei Podiumsplätze besetzen. Josef Fischer gewann die erste Ausgabe und blieb bis zum Sieg von John Degenkolb 2015 der einzige deutsche Gewinner.
| Jahr                                            | Sieger                  | Zweiter                 | Dritter              |          |
| ----------------------------------------------- | ----------------------- | ----------------------- | -------------------- | -------- |
| 1896                                            | Josef Fischer           | Charles Meyer           | Maurice Garin        |          |
| 1897                                            | Maurice Garin           | Mathieu Cordang         | Michel Frédérick     |          |
| 1898                                            | Maurice Garin           | Auguste Stéphane        | Édouard Wattelier    |          |
| 1899                                            | Albert Champion         | Paul Bor                | Ambroise Garin       |          |
| 1900                                            | Émile Bouhours          | Josef Fischer           | Maurice Garin        |          |
| 1901                                            | Lucien Lesna            | Ambroise Garin          | Lucien Itsweire      |          |
| 1902                                            | Lucien Lesna            | Édouard Wattelier       | Ambroise Garin       |          |
| 1903                                            | Hippolyte Aucouturier   | Claude Chapperon        | Louis Trousselier    |          |
| 1904                                            | Hippolyte Aucouturier   | César Garin             | Lucien Pothier       |          |
| 1905                                            | Louis Trousselier       | René Pottier            | Henri Cornet         |          |
| 1906                                            | Henri Cornet            | Marcel Cadolle          | René Pottier         |          |
| 1907                                            | Georges Passerieu       | Cyrille Van Hauwaert    | Louis Trousselier    |          |
| 1908                                            | Cyrille Van Hauwaert    | Georges Lorgeou         | François Faber       |          |
| 1909                                            | Octave Lapize           | Louis Trousselier       | Jules Masselis       |          |
| 1910                                            | Octave Lapize           | Cyrille Van Hauwaert    | Eugène Christophe    |          |
| 1911                                            | Octave Lapize           | Alphonse Charpiot       | Cyrille Van Hauwaert |          |
| 1912                                            | Charles Crupelandt      | Gustave Garrigou        | Maurice Léturgie     |          |
| 1913                                            | François Faber          | Charles Deruyter        | Charles Crupelandt   |          |
| 1914                                            | Charles Crupelandt      | Louis Luguet            | Louis Mottiat        |          |
| 1915–1918: keine Austragung – Erster Weltkrieg  |                         |                         |                      |          |
| 1919                                            | Henri Pélissier         | Philippe Thys           | Honoré Barthélémy    |          |
| 1920                                            | Paul Deman              | Eugène Christophe       | Lucien Buysse        |          |
| 1921                                            | Henri Pélissier         | Francis Pélissier       | Léon Scieur          |          |
| 1922                                            | Albert Dejonghe         | Jean Rossius            | Émile Masson senior  |          |
| 1923                                            | Heiri Suter             | René Vermandel          | Félix Sellier        |          |
| 1924                                            | Jules Vanhevel          | Maurice Ville           | Félix Sellier        |          |
| 1925                                            | Félix Sellier           | Pietro Bestetti         | Jules Vanhevel       |          |
| 1926                                            | Julien Delbecque        | Gustaaf Van Slembrouck  | Gaston Rebry         |          |
| 1927                                            | Georges Ronsse          | Joseph Curtel           | Charles Pélissier    |          |
| 1928                                            | André Leducq            | Georges Ronsse          | Charles Meunier      |          |
| 1929                                            | Charles Meunier         | Georges Ronsse          | Aimé Deolet          |          |
| 1930                                            | Julien Vervaecke        | Jean Maréchal           | Antonin Magne        |          |
| 1931                                            | Gaston Rebry            | Charles Pélissier       | Émile Decroix        |          |
| 1932                                            | Romain Gijssels         | Georges Ronsse          | Herbert Sieronski    |          |
| 1933                                            | Sylvère Maes            | Julien Vervaecke        | Léon Le Calvez       |          |
| 1934                                            | Gaston Rebry            | Jean Wauters            | Frans Bonduel        |          |
| 1935                                            | Gaston Rebry            | André Leducq            | Jean Aerts           |          |
| 1936                                            | Georges Speicher        | Romain Maes             | Gaston Rebry         |          |
| 1937                                            | Jules Rossi             | Albert Hendrickx        | Noël Declercq        |          |
| 1938                                            | Lucien Storme           | Louis Hardiquest        | Marcel Van Houtte    |          |
| 1939                                            | Émile Masson junior     | Marcel Kint             | Roger Lapébie        |          |
| 1940–1942: keine Austragung – Zweiter Weltkrieg |                         |                         |                      |          |
| 1943                                            | Marcel Kint             | Jules Lowie             | Louis Thiétard       |          |
| 1944                                            | Maurice Desimpelaere    | Jules Rossi             | Louis Thiétard       |          |
| 1945                                            | Paul Maye               | Lucien Teisseire        | Kléber Piot          |          |
| 1946                                            | Georges Claes           | Louis Gauthier          | Lucien Vlaemynck     |          |
| 1947                                            | Georges Claes           | Adolph Verschueren      | Louis Thiétard       |          |
| 1948                                            | Rik Van Steenbergen     | Émile Idée              | Georges Claes        |          |
| 1949                                            | Serse Coppi André Mahé  |                         | Frans Leenen         |          |
| 1950                                            | Fausto Coppi            | Maurice Diot            | Fiorenzo Magni       |          |
| 1951                                            | Antonio Bevilacqua      | Louison Bobet           | Rik Van Steenbergen  |          |
| 1952                                            | Rik Van Steenbergen     | Fausto Coppi            | André Mahé           |          |
| 1953                                            | Germain Derycke         | Donato Piazza           | Wout Wagtmans        |          |
| 1954                                            | Raymond Impanis         | Stan Ockers             | Marcel Rijckaert     |          |
| 1955                                            | Jean Forestier          | Fausto Coppi            | Louison Bobet        |          |
| 1956                                            | Louison Bobet           | Fred De Bruyne          | Jean Forestier       |          |
| 1957                                            | Fred De Bruyne          | Rik Van Steenbergen     | Leon Vandaele        |          |
| 1958                                            | Leon Vandaele           | Miguel Poblet           | Rik Van Looy         |          |
| 1959                                            | Noël Foré               | Gilbert Desmet          | Marcel Janssens      |          |
| 1960                                            | Pino Cerami             | Tino Sabbadini          | Miguel Poblet        |          |
| 1961                                            | Rik Van Looy            | Marcel Janssens         | René Vanderveken     |          |
| 1962                                            | Rik Van Looy            | Emile Daems             | Frans Schoubben      |          |
| 1963                                            | Emile Daems             | Rik Van Looy            | Jan Janssen          |          |
| 1964                                            | Peter Post              | Benoni Beheyt           | Yvo Molenaers        |          |
| 1965                                            | Rik Van Looy            | Edward Sels             | Willy Vannitsen      |          |
| 1966                                            | Felice Gimondi          | Jan Janssen             | Gustaaf De Smet      |          |
| 1967                                            | Jan Janssen             | Rik Van Looy            | Rudi Altig           |          |
| 1968                                            | Eddy Merckx             | Herman Van Springel     | Walter Godefroot     |          |
| 1969                                            | Walter Godefroot        | Eddy Merckx             | Willy Vekemans       |          |
| 1970                                            | Eddy Merckx             | Roger De Vlaeminck      | Eric Leman           |          |
| 1971                                            | Roger Rosiers           | Herman Van Springel     | Marino Basso         |          |
| 1972                                            | Roger De Vlaeminck      | André Dierickx          | Barry Hoban          |          |
| 1973                                            | Eddy Merckx             | Walter Godefroot        | Roger Rosiers        |          |
| 1974                                            | Roger De Vlaeminck      | Francesco Moser         | Marc Demeyer         |          |
| 1975                                            | Roger De Vlaeminck      | Eddy Merckx             | André Dierickx       |          |
| 1976                                            | Marc Demeyer            | Francesco Moser         | Roger De Vlaeminck   |          |
| 1977                                            | Roger De Vlaeminck      | Willy Teirlinck         | Freddy Maertens      |          |
| 1978                                            | Francesco Moser         | Roger De Vlaeminck      | Jan Raas             |          |
| 1979                                            | Francesco Moser         | Roger De Vlaeminck      | Hennie Kuiper        |          |
| 1980                                            | Francesco Moser         | Gilbert Duclos-Lassalle | Dietrich Thurau      |          |
| 1981                                            | Bernard Hinault         | Roger De Vlaeminck      | Francesco Moser      |          |
| 1982                                            | Jan Raas                | Yvon Bertin             | Gregor Braun         |          |
| 1983                                            | Hennie Kuiper           | Gilbert Duclos-Lassalle | Francesco Moser      |          |
| 1984                                            | Sean Kelly              | Rudy Rogiers            | Alain Bondue         |          |
| 1985                                            | Marc Madiot             | Bruno Wojtinek          | Sean Kelly           |          |
| 1986                                            | Sean Kelly              | Rudy Dhaenens           | Adrie van der Poel   |          |
| 1987                                            | Eric Vanderaerden       | Patrick Versluys        | Rudy Dhaenens        |          |
| 1988                                            | Dirk Demol              | Thomas Wegmüller        | Laurent Fignon       |          |
| 1989                                            | Jean-Marie Wampers      | Dirk De Wolf            | Edwig Van Hooydonck  |          |
| 1990                                            | Eddy Planckaert         | Steve Bauer             | Edwig Van Hooydonck  |          |
| 1991                                            | Marc Madiot             | Jean-Claude Colotti     | Carlo Bomans         |          |
| 1992                                            | Gilbert Duclos-Lassalle | Olaf Ludwig             | Johan Capiot         |          |
| 1993                                            | Gilbert Duclos-Lassalle | Franco Ballerini        | Olaf Ludwig          |          |
| 1994                                            | Andreï Tchmil           | Fabio Baldato           | Franco Ballerini     |          |
| 1995                                            | Franco Ballerini        | Andreï Tchmil           | Johan Museeuw        |          |
| 1996                                            | Johan Museeuw           | Gianluca Bortolami      | Andrea Tafi          |          |
| 1997                                            | Frédéric Guesdon        | Jo Planckaert           | Johan Museeuw        |          |
| 1998                                            | Franco Ballerini        | Andrea Tafi             | Wilfried Peeters     |          |
| 1999                                            | Andrea Tafi             | Wilfried Peeters        | Tom Steels           |          |
| 2000                                            | Johan Museeuw           | Peter Van Petegem       | Erik Zabel           |          |
| 2001                                            | Servais Knaven          | Johan Museeuw           | Romāns Vainšteins    |          |
| 2002                                            | Johan Museeuw           | Steffen Wesemann        | Tom Boonen           |          |
| 2003                                            | Peter Van Petegem       | Dario Pieri             | Wjatscheslaw Jekimow |          |
| 2004                                            | Magnus Bäckstedt        | Tristan Hoffman         | Roger Hammond        |          |
| 2005                                            | Tom Boonen              | George Hincapie         | Juan Antonio Flecha  |          |
| 2006                                            | Fabian Cancellara       | Tom Boonen              | Alessandro Ballan    |          |
| 2007                                            | Stuart O’Grady          | Juan Antonio Flecha     | Steffen Wesemann     |          |
| 2008                                            | Tom Boonen              | Fabian Cancellara       | Alessandro Ballan    |          |
| 2009                                            | Tom Boonen              | Filippo Pozzato         | Thor Hushovd         |          |
| 2010                                            | Fabian Cancellara       | Thor Hushovd            | Juan Antonio Flecha  |          |
| 2011                                            | Johan Vansummeren       | Fabian Cancellara       | Maarten Tjallingii   |          |
| 2012                                            | Tom Boonen              | Sébastien Turgot        | Alessandro Ballan    |          |
| 2013                                            | Fabian Cancellara       | Sep Vanmarcke           | Niki Terpstra        |          |
| 2014                                            | Niki Terpstra           | John Degenkolb          | Fabian Cancellara    |          |
| 2015                                            | John Degenkolb          | Zdeněk Štybar           | Greg Van Avermaet    |          |
| 2016                                            | Mathew Hayman           | Tom Boonen              | Ian Stannard         |          |
| 2017                                            | Greg Van Avermaet       | Zdeněk Štybar           | Sebastian Langeveld  |          |
| 2018                                            | Peter Sagan             | Silvan Dillier          | Niki Terpstra        |          |
| 2019                                            | Philippe Gilbert        | Nils Politt             | Yves Lampaert        |          |
| 2020                                            | abgesagt                | abgesagt                | abgesagt             | abgesagt |
| 2021                                            | Sonny Colbrelli         | Florian Vermeersch      | Mathieu van der Poel |          |
| 2022                                            | Dylan van Baarle        | Wout van Aert           | Stefan Küng          |          |
| 2023                                            | Mathieu van der Poel    | Jasper Philipsen        | Wout van Aert        |          |
| 2024                                            | Mathieu van der Poel    | Jasper Philipsen        | Mads Pedersen        |          |
| 2025                                            | Mathieu van der Poel    | Tadej Pogačar           | Mads Pedersen        |          |

| #  | Name                    | Siege | Zweiter | Dritter | Siegjahre              |
| -- | ----------------------- | ----- | ------- | ------- | ---------------------- |
| 1  | Roger De Vlaeminck      | 4     | 4       | 1       | 1972, 1974, 1975, 1977 |
| 2  | Tom Boonen              | 4     | 2       | 1       | 2005, 2008, 2009, 2012 |
| 3  | Francesco Moser         | 3     | 2       | 2       | 1978, 1979, 1980       |
| 4  | Fabian Cancellara       | 3     | 2       | 1       | 2006, 2010, 2013       |
| 4  | Rik Van Looy            | 3     | 2       | 1       | 1961, 1962, 1965       |
| 6  | Eddy Merckx             | 3     | 2       | 0       | 1968, 1970, 1973       |
| 7  | Johan Museeuw           | 3     | 1       | 2       | 1996, 2000, 2002       |
| 8  | Gaston Rebry            | 3     | 0       | 2       | 1931, 1934, 1935       |
| 9  | Mathieu van der Poel    | 3     | 0       | 1       | 2023, 2024, 2025       |
| 10 | Octave Lapize           | 3     | 0       | 0       | 1909, 1910, 1911       |
| 11 | Gilbert Duclos-Lassalle | 2     | 2       | 0       | 1992, 1993             |
| 12 | Franco Ballerini        | 2     | 1       | 1       | 1995, 1998             |
| 12 | Rik Van Steenbergen     | 2     | 1       | 1       | 1948, 1952             |
| 14 | Maurice Garin           | 2     | 0       | 2       | 1897, 1898             |
| 15 | Sean Kelly              | 2     | 0       | 1       | 1984, 1986             |
| 15 | Georges Claes           | 2     | 0       | 1       | 1946, 1947             |
| 15 | Charles Crupelandt      | 2     | 0       | 1       | 1912, 1914             |
| 18 | Marc Madiot             | 2     | 0       | 0       | 1985, 1991             |
| 18 | Henri Pélissier         | 2     | 0       | 0       | 1919, 1921             |
| 18 | Hippolyte Aucouturier   | 2     | 0       | 0       | 1903, 1904             |
| 18 | Lucien Lesna            | 2     | 0       | 0       | 1901, 1902             |

Stand: 13. April 2025

Sieger im Weltmeistertrikot: Nur sechs Radrennfahrern gelang es, Paris–Roubaix als amtierender Weltmeister, also im Regenbogentrikot, zu gewinnen, Rik Van Looy sogar zweimal:
- Rik Van Looy – 1961, 1962
- Eddy Merckx – 1968
- Francesco Moser – 1975
- Bernard Hinault – 1981
- Peter Sagan – 2018
- Mathieu van der Poel – 2024

| # | Name                    | Geburtstag      | Tag des Sieges | Alter beim Sieg       |
| - | ----------------------- | --------------- | -------------- | --------------------- |
| 1 | Gilbert Duclos-Lassalle | 25. August 1954 | 11. April 1993 | 38 Jahre und 229 Tage |
| 2 | Mathew Hayman           | 20. April 1978  | 10. April 2016 | 37 Jahre und 356 Tage |
| 3 | Pino Cerami             | 28. April 1922  | 10. April 1960 | 37 Jahre und 348 Tage |

Stand: 26. Oktober 2024

### Frauen
siehe Paris-Roubaix Femmes

### Amateure / U23
siehe Paris–Roubaix Espoirs

### Junioren
siehe Paris–Roubaix Juniors